# Personaggi di Incorreggibili
Questa voce contiene un elenco dei personaggi presenti nella telenovela argentina Incorreggibili.

## Luna Guzmán García Sierra (Luna Moreno)
Luna è interpretata da Natalie Pérez e doppiata da Letizia Scifoni. 
Ha 22 anni, è una ragazza buona, intelligente, amica di tutti, romantica e segue sempre le regole anche se a volte ha la testa fra le nuvole. È fidanzata con Max, ma l'ha lasciata per andare in Europa. Luna è la cantante del gruppo in cui suonano Ivo, Paul e Ulisse, che la seguiranno alla Mastery School, dove si reca per cercare lavoro e per ritrovare la sorella Miranda. Luna e Miranda, furono separate da piccole, quando Luna aveva solo 5 anni. Luna fu adottata da Guglielmo Guzmán, un uomo umile e di buon cuore, mentre sua sorella da Victoria Mujica, direttrice del collegio, che le dà il nome di Miranda. L'arrivo alla Mastery School, tuttavia, almeno inizialmente, non porta i risultati sperati: Luna viene, infatti, accusata da Valentina di aver rovinato la festa di compleanno di Miranda, che inizia a odiarla. Victoria, però, si mostra benevola, la perdona, e le offre un lavoro da cuoca nel collegio. Proprio qui, Luna s’innamora a prima vista di Alessio, il nuovo professore di ginnastica, nonché il figlio di Victoria che credeva di aver perduto, anche se Renata, Max e Felipe cercheranno invano di separarli. Luna cerca subito di confessare a Miranda che sono sorelle, ma quando scopre che la sorella è ignara del fatto di essere stata adottata, fa un passo indietro e dice di aver mentito, il che non fa che aumentare l'odio di Miranda nei suoi confronti. Nonostante le sue gentilezze e le sue premure, infatti, Miranda umilia e prende in giro Luna, facendole anche credere, sotto consiglio di Renata, di avere per il momento messo da parte i rancori nei suoi confronti. Durante il viaggio nell'altra dimensione, Luna, con l'aiuto di Alessio, dice finalmente a Miranda tutta la verità, e, poiché è consapevole che una volta tornate nella dimensione reale, entrambe dimenticheranno l'accaduto, di comune accordo decidono di scriverlo sulle loro mani. Tuttavia, una volta tornate alla realtà, Luna dirà a Miranda che la scritta si riferisce al fatto che, essendo la fidanzata di Alessio, figlio di Victoria e dunque suo fratello, lei la considera come una sorella. Victoria, infatti, scoperta la vera identità di Luna, le consiglia di continuare a mentire a Miranda, che, soffrendo di un problema al cuore, non può subire forti emozioni. Sarà tuttavia Eusebio a dire la verità alla piccola, che inizialmente si sentirà male, ma poi finalmente farà pace con Luna, invitandola a vivere in casa sua, e a condividere con lei la sua camera. Nel frattempo, Luna scoprirà, in una vita precedente, di essere stata la fidanzata di Felipe, e, sotto l'effetto di una droga somministratale da Rita, diventata serva di Eusebio, decide di lasciare Alessio per fidanzarsi con Felipe. Tuttavia, scoperta la malefatta, tornerà con Alessio, nonostante decida comunque di restare accanto a Felipe come amica, dopo che questo ha perso la vista. Luna e Miranda incontrano, poi, il vero padre che si era finto morto in un incidente, ma che in realtà è scappato in Brasile, poiché accusato ingiustamente di un reato. Luna deciderà allora di partire per il Brasile, insieme alla sorellina, per conoscere meglio il padre, ma, nel momento della partenza, lui lascerà entrambe in aeroporto per non farle soffrire ulteriormente, dato che lui sarà incarcerato a San Paolo. Quando Renata fugge nuovamente dall'ospedale, viene rapita insieme ad Alessio proprio dalla ragazza, ma, grazie all'aiuto di Diego, Martín, Luz, Alessandro e Felipe i due verranno liberati e potranno finalmente sposarsi.

## Alessio Briceño/Diego García Sierra Mujica
Alessio è interpretato da Michel Noher è doppiato da Marco Vivio.
Ha 25 anni, e, nonostante le enormi ricchezze ereditate, è un ragazzo umile e gentile. Dopo la morte del padre, decide di tornare in Argentina per cercare la madre, Victoria Mujica. Alessio, quando aveva solo tre anni, accompagnò il padre in Europa, Matías García Sierra, facendogli sempre credere che sua madre lo avesse abbandonato. Proprio in Europa, il padre gli cambia identità: da Diego ad Alessio. Deciso ad affrontare la madre, per cui prova un profondo rancore, cerca di farsi assumere alla Mastery School come nuovo professore di ginnastica, dove instaurerà un bellissimo rapporto sia con tutti gli studenti sia con Aldo. Qui, inoltre, s’innamora di Luna, nonostante sia fidanzato con Renata, una ragazza opportunista, che sotto la spinta di suo padre, bramoso delle proprietà del ragazzo, cercherà di raggirarlo in tutti i modi per convincerlo a sposarla. Dopo qualche discussione, e con l'aiuto di Renata, scopre che sua madre in realtà non l'aveva abbandonato, conservandone i suoi ricordi in una stanza segreta. Decide così di confessare a Victoria che lui è in realtà, è il figlio che credeva di aver perduto. Una volta riappacificatisi, Victoria nomina Alessio alla direzione del collegio, dove cerca di cambiare le regole troppo severe. Una sera, durante una festa di ballo, che lui stesso ha organizzato, Rita, essendo delusa che Victoria abbia nominato Alessio come Direttore, decide di chiamare l'ispettore Rossetti per chiudere il collegio, ma sua madre, Victoria, riesce a convincere Rossetti a non chiuderlo, a patto che Rita, secondo l'ispettore, sia la nuova Direttrice; ma Alessio riesce a sapere tramite Gerónimo e Benji quello che ha fatto Rita veramente, sul perché ha chiamato l'ispettore Rossetti, e cioè per vendicarsi di non essere stata nominata direttrice subito. Decide di chiamare come testimone Renata, al quale i bambini le hanno raccontato tutto, ma nega ogni cosa, su insistenza di Rita. Nel frattempo, Alessio riesce a convincere l'Ispettore Rossetti ad attuare nuove discipline, conservando alcuni articoli rigidi e a dare al collegio l'opportunità di uscire, con il tempo, dalla rigidità imposta fin dall'inizio. Tuttavia, non potendo far fronte ai numerosi impegni, Alessio nomina Diego Miraflores nuovo direttore. Nel frattempo, Alessio, scoperto il lato malvagio di Renata e sentendo di amare Luna, decide di rompere il fidanzamento per iniziare la sua nuova storia d'amore con la ragazza, che aiuterà a confessare il suo segreto a Victoria. Inizieranno così varie peripezie: Renata, infatti, cercherà in tutti modi di separare Alessio e Luna, e ci riuscirà con l'arrivo di Eusebio che le darà una pozione per confonderlo. Alessio, sotto l'effetto di questa droga, sposa dunque Renata, che si è fatta passare per la sua gemella, Lucilla, anche lei innamorata di Alessio. Grazie all'aiuto di Luna, Victoria, Guglielmo, Miranda e Toto, Alessio scoprirà però la malefatta di Renata e annullerà il matrimonio. Nel frattempo verrà sfidato a duello da Felipe per la mano di Luna, che tuttavia sceglierà Alessio. Quando Miranda viene rapita da Pedro, si offre come volontario per andare a consegnare il riscatto, ma in realtà cerca d'investire il sequestratore, fermandosi solo all'arrivo della polizia, chiamata da Gianni e in seguito a questo, diventa molto amico di Felipe, che lo ha aiutato a salvare Miranda e che ha smesso d'intromettersi tra lui e Luna. Quando Luna decide di partire per il Brasile insieme al padre biologico, lui si oppone, per cui tra i due si scatena un litigio, ma faranno poi pace. Renata riesce nuovamente a scappare, mentre Alessio viene rapito dalla ragazza grazie all'aiuto di Gioacchino, e viene imprigionato in uno scantinato insieme a Luna. Dopo varie difficoltà, però, finalmente i due potranno sposarsi. È molto geloso di ogni ragazzo che si avvicina a Luna, ma spesso esagera a valutare la situazione e la ragazza si arrabbia molto con lui per questo.

## Victoria Mujica García Sierra Guzmán
Victoria è interpretata da Claribel Medina e doppiata da Cristiana Lionello.
Ha 48 anni, è la madre adottiva di Miranda e biologica di Alessio, nonché la preside della Mastery School. Ha studiato il latino e l'inglese e sostituisce spesso le parole del suo parlato con termini nelle due lingue. Ha adottato Miranda quando era ancora una neonata, ma, benché desideri dirle la verità, la tiene all'oscuro di tutto, per paura di farle del male, poiché è malata di cuore. Proprio per questo motivo sfrutterà tutte le sue ricchezze per coccolarla e viziarla, anche quando Miranda cercherà di umiliarla in tutti i modi, quando scoprirà che le ha nascosto per anni la verità. Victoria nasconde anche un altro segreto: dal suo primo matrimonio, infatti, è nato un bambino che il marito, a tre anni dalla nascita, le ha sottratto portandolo in Europa e facendole credere sia morto. Victoria non ha mai superato il trauma, ma non ha mai confidato la cosa a nessuno, eccetto che a Rita. Tutto riaffiora quando si nasconde nella sua stanza segreta, dove conserva i ricordi e le foto di suo figlio, mostrando le sue debolezze. Proprio sfruttando questo suo "tallone di Achille", Patrizio, padre di Renata e Lucilla, anonimamente le dirà di avere notizie di suo figlio, costringendola a pagare un'ingente somma di denaro. Guglielmo, tuttavia, la convincerà a non pagare ulteriori riscatti. Quando scopre la vera identità di Alessio, ovvero che è suo figlio, gli affiderà il comando del collegio. Dopo quanto le è successo diffida degli uomini e dell'amore, e, per questo motivo cerca in tutti i modi di rifiutare le avances di Guglielmo, nonostante sia segretamente innamorata di lui. Per nascondere questi sentimenti, fingerà di non sopportarlo, non perdendo occasione per criticarlo e chiamandolo continuamente "Guzmán" invece di Guglielmo. Tuttavia, alla fine cederà all'amore. Victoria, inoltre, è molto affezionata ai suoi alunni e ai suoi figli, e a Toto, che considera come un terzo figlio e, poiché il padre adottivo di Toto se lo vuole riprendere per portarlo a casa, lei insieme a Guglielmo lo adotteranno definitivamente. Quando Alessio deciderà di sposare Lucilla, in realtà Renata, si mostrerà molto contrariata e farà di tutto per smascherare la ragazza. I suoi rapporti con Luna, invece, saranno sempre benevoli, anche quando scoprirà che la ragazza è in realtà la sorella di Miranda, e per questo motivo sarà molto felice della sua relazione con Alessio. È, inoltre, molto amica di Rita, la sua assistente, mostrandosi buona nei suoi confronti anche quando, pentita di essersi alleata con Eusebio, tornerà alla Mastery School a chiederle perdono. Quando Alessio viene rapito da Renata, decide di chiudere il collegio con il dispiacere di tutti, ma poi, grazie al ritrovamento del ragazzo, torna sui suoi passi e annuncia non solo che la Mastery resterà aperta, ma che lei e Guglielmo si sposeranno insieme a Luna e Alessio.

## Miranda García Mujica (Ana Moreno)
Miranda è interpretata da Paloma Gonzales Heredia e doppiata da Sara Labidi.
Ha 15 anni. È la sorella biologica di Luna e adottiva di Alessio. Lei e Luna furono separate da piccole, ma a differenza di Luna, che ha sempre vissuto umilmente insieme a Guglielmo, Miranda vive nella ricchezza e nei vizi. È, infatti, stata adottata da Victoria Mujica, donna di alta società e direttrice della Mastery School, che la coccola e la accontenta in ogni suo più piccolo capriccio. Infatti, è molto arrogante, egoista, superba e vanitosa e crede di essere la migliore. È solita mettere parole inglesi nelle sue frasi, soprattutto quando parla con la madre. Si scoprirà col tempo che soffre di cuore e che per questo Victoria non le ha mai detto di essere stata adottata, per evitare che stia male. Grazie all'aiuto del suo fidanzato Giuliano, alunno del collegio, (che lascerà quando scoprirà che lui ha baciato la sua amica Giulietta), scoprirà la stanza segreta della madre, venendo così a sapere di avere un fratello, che si scoprirà poi essere Alessio, al quale si mostra molto legata. Nonostante appaia sicura e piena di sé, in realtà è molto fragile e facilmente raggirabile. Sotto la spinta di Renata, infatti, cerca in tutti i modi di umiliare e cacciare Luna. Miranda, inoltre, si mostra sempre capricciosa e superiore agli altri, tanto da rifiutare Toto, di cui è segretamente innamorata, solo perché il ragazzino è povero ed è un dipendente della Mastery School. Quando però Toto si fidanza con Serena, si mostrerà molto gelosa e confesserà al ragazzo di provare qualcosa per lui, salvo poi rimangiarsi tutto, affermando che semplicemente ha cominciato a vederlo come un amico. Toto per dimostrarle il suo amore appenderà uno striscione, ma cadrà rimanendo momentaneamente paralizzato. Miranda allora capirà di amarlo davvero e si fidanzerà con lui. Avranno ancora problemi prima per colpa di Giulietta e Serena che staranno sempre molto vicine al ragazzo e in seguito per via di Alessandro, che si prenderà una cotta per lei che per un periodo ricambierà. Successivamente però Alessandro la lascia perdere per il suo carattere da viziata e lei capirà di essere ancora innamorata di Toto e si rimetteranno definitivamente insieme. Miranda, inoltre, è ignara che Luna sia sua sorella, e prova nei suoi confronti un forte rancore, poiché crede che sia stata proprio la ragazza a rovinare la sua festa di compleanno, liberando gli animali della scuola. L'odio aumenterà quando Luna le dirà prima di essere sua sorella e poi di averle in realtà mentito perché aveva capito che non era ancora pronta a sapere la verità. Durante il viaggio nell'altra dimensione, Luna, con l'aiuto di Alessio, le dice finalmente tutta la verità, e, poiché sono consapevoli che una volta tornate nella dimensione reale, entrambe avrebbero dimenticato l'accaduto, di comune accordo decidono di scriverlo sulle loro mani. Tuttavia, una volta tornate alla realtà, Luna le dirà che la scritta si riferisce al fatto che, essendo la fidanzata di Alessio, figlio di Victoria e dunque suo fratello, lei la considera "come" una sorella. Sarà Eusebio a farle vedere il filmato dell'altra dimensione, facendole scoprire la verità. Miranda, allora, avrà un malore a causa dei suoi problemi di cuore, ma sarà salvata dalla magia di Felipe. Da allora, si riappacificherà con la sorella, invitandola a vivere nella sua casa e a condividere la sua camera. Nei confronti di sua madre è molto gelosa, non vuole che lei abbia altre relazioni e per questo motivo si mostrerà inizialmente contraria alla relazione tra Victoria e Guglielmo, anche se alla fine sarà proprio lei insieme a Toto a cercare di farli sposare. Scoperta la verità su Luna, Miranda diventerà più buona, assecondando anche gli amori della madre, della sorella e di Toto. Col tempo comincia a capire di essere stata troppo egoista e diventa molto amica di tutti mostrando un carattere altruista e gentile, preoccupandosi molto per gli altri. È amica di Giulietta, con cui litiga a un certo punto perché lei bacia il suo ragazzo Giuliano e di Serena, con la quale litigherà a causa del suo amore per Toto. Quando Alessio sposa Lucilla, in realtà Renata, insieme a Luna, Victoria, Toto e Guglielmo, farà di tutto per smascherare la ragazza. Insieme ai ragazzi del collegio, inoltre, libererà anche Lucilla trasformata in una gatta da Eusebio. Insieme a Toto gestirà il blog del collegio. Alla fine, insieme a Luna, incontrerà Gianni, il padre biologico, che fingendosi morto in un incidente, era fuggito in Brasile poiché accusato ingiustamente di un reato. Proprio dopo aver incontrato il padre, Miranda viene rapita con l'inganno da Pedro, ma viene liberata grazie all'aiuto di Felipe e Alessio, e del padre Gianni che chiama la polizia. Decide poi di partire, insieme a Luna, per il Brasile, per conoscere meglio il padre biologico. Al momento della partenza, lui lascerà entrambe in aeroporto per non farle soffrire ulteriormente, dato che lui dovrà essere incarcerato. Alla fine verrà comunque riconosciuto innocente e le due decidono di comune accordo di venire a trovarlo una volta che Luna e Alessio torneranno dal viaggio di nozze.

## Guglielmo Guzmán
Guglielmo è interpretato da Marcelo de Bellis e doppiato da Gianluca Tusco. 
Ha 42 anni, è il padre adottivo di Luna, che ha accudito e amato come se fosse sua figlia. Insieme alla moglie, morta poco dopo l'adozione, non ha mai nascosto la verità alla figlia, che si mostrerà sempre riconoscente proprio per questo. Conosce Toto sin da quando era piccolo ed è molto amico anche di Ivo, Paul e Ulisse. Per il bene della figlia e per renderla felice, fa di tutto per aiutarla a trovare la sorella Miranda. Prima di arrivare al collegio lavora come autista, ed è proprio durante il suo orario di lavoro che si scontra in un incidente proprio con Victoria, che tuttavia si rifiuta di pagargli i danni dell'auto, proponendogli invece il lavoro di autista nella Mastery School. Arrivato al collegio, sarà "vittima" dei corteggiamenti da parte di Rita, con la quale adotterà il cagnolino Willy, ma respinge la donna, poiché è innamorato perdutamente di Victoria, che, per nascondere i suoi veri sentimenti, fingerà di non sopportarlo, non perdendo occasione per criticarlo e chiamandolo continuamente "Guzmán" invece di Guglielmo. Aiuterà Victoria a smascherare Patrizio, di cui si mostra fin dall'inizio geloso. Inoltre, proprio insieme a Victoria, Luna, Miranda e Toto, contribuirà a smascherare anche la truffa di Renata, che, fintasi Lucilla, convince Alessio a farsi sposare. Quando Luna decide di sposare Alessio, si mostra felice e insieme a Victoria le regalerà una casa. Quando José, il padre adottivo di Toto, si fa nuovamente vivo, minacciandolo e intimorendolo, Guglielmo chiederà il suo affidamento, incastrando l'uomo, così da farlo arrestare. Alla fine convolerà a nozze con Victoria, insieme ad Alessio e Luna.

## Santiago "Toto" Guzmán Mujica
Santiago "Toto" è interpretato da Manuel Ramos e doppiato da Francesco Ferri. 
Ha 15 anni e conosce sin da piccolo Luna e Guglielmo. Toto è molto buono, gentile e generoso, sensibile, altruista ed è sempre pronto a dare una mano. Nonostante la sua bontà infinita non è ingenuo, ma spesso finisce col subire senza parlare e odia litigare. Sogna di poter studiare e di diventare un veterinario. Alla Mastery School lavora come custode dei cavalli di Miranda, di cui è segretamente innamorato da sempre. Miranda lo ricambia, ma lo rifiuta allo stesso tempo a causa delle sue condizioni sociali. Toto, per questo motivo, si sente umiliato, e sognando di diventare ricco, decide di far ingelosire Miranda, fidanzandosi con Serena. Tuttavia, continua ad amare Miranda, per cui decide di farle una sorpresa: sale su una scala per appendere uno striscione d'amore per lei, ma proprio sotto i suoi occhi, scivola cadendo a terra. Toto rimane così momentaneamente paralizzato e Miranda decide allora di confessargli finalmente che lo ama e i due si mettono insieme. Quando Toto inizia le terapie, Miranda s’ingelosisce delle cure di Serena e Giulietta, per cui decide di lasciarlo. Il ragazzino allora mette in atto la sua fuga dal collegio, ma sarà ritrovato da Guglielmo, che lo riporta alla Mastery School. Toto, dopo aver lasciato la scuola serale, decide di fare il test di ammissione proprio insieme a Miranda, con la quale si fidanza ufficialmente. Avranno ancora dei problemi con l'arrivo di Alessandro, che si prende una cotta per la ragazza, rendendo Toto geloso. Alla fine Alessandro lascerà perdere Miranda per il suo carattere da viziata e i due faranno pace, tornando definitivamente insieme. Quando Eusebio giunge al collegio, Toto aiuta Miranda a entrare nell'altra dimensione per andare a cercare Alessio. In seguito, insieme a Victoria, Luna, Miranda e Guglielmo smaschera Renata insieme ai ragazzi del collegio. Inoltre, libererà anche Lucilla trasformata in una gatta da Eusebio. Insieme a Miranda gestisce il blog del collegio, scrivendo articoli e aiutando la ragazzina a scoprire l'identità sul suo vero padre Gianni. È proprio Toto, infatti, a farsi dire tutta la verità da Pedro, complice di Gianni. Quando il suo padre adottivo, José, si fa di nuovo vivo, Toto racconta la sua storia a tutti: quando fu adottato, il padre lo picchiò, costringendolo a lavorare e dandogli poco da mangiare. All'età di sette anni perciò scappò da casa cercando qualche lavoretto, fino ad arrivare alla Mastery. Alla fine, grazie a Guglielmo, il suo incubo definitivamente finisce: Guglielmo, infatti, insieme a Victoria, scoperta tutta la verità, fanno arrestare José chiedendo successivamente l'affidamento di Toto che sarà loro concesso.

## Renata López
Renata è interpretata da Macarena Paz e doppiata da Letizia Ciampa. 
Ha 20 anni ed è stata la ragazza di Alessio, conosciuto quando il giovane frequentava sua sorella gemella Lucilla. Si mostra sempre altezzosa, capricciosa e vendicativa, specie nei confronti di Luna, che odia perché pensa che le voglia rubare il ragazzo. Per tal motivo, convince Miranda a farsi assumere come sua professoressa privata di inglese e si allea con la ragazzina per sbarazzarsi di Luna, arrivando, per metterla in cattiva luce, anche ad avvelenare il pasto della scuola. Aiuta Alessio a ritrovare la madre, ma si mostra sempre ossessiva nei suoi confronti, spinta anche dal padre, Patrizio López, che brama d'impossessarsi delle ricchezze del ragazzo. Una sera, durante il ballo in maschera organizzato da Alessio, si unisce a Max per cercare quest'ultimo e Luna, ma trova Gerónimo e Benji legati al tavolo della cucina, da parte di Rita. Quando li slegano, gli riferiscono l'accaduto, dicendogli anche che si trova nello scantinato, cosa che a lei e Max non era venuto in mente. Alessio, il giorno dopo, la chiama per testimoniare ciò che i bambini le hanno detto sull'ispettore, ma nega ogni cosa, su insistenza di Rita. Quando Alessio la rifiuta definitivamente per fidanzarsi con Luna, decide di seguire il padre in Europa, ma verrà in realtà portata in un ospedale psichiatrico, perché si scoprirà che è affetta da problemi mentali. Qui, farà in modo che la sorella Lucilla la vada a trovare per impossessarsi della sua identità e riavvicinarsi ad Alessio: gelosa da sempre della sua gemella, la colpirà alla testa e la farà rinchiudere nell'ospedale psichiatrico al posto suo. Arriva così di nuovo al collegio, dove si allea con Eusebio che le fornisce la pozione magica per confondere Alessio, così da farlo separare da Luna e convincerlo a sposarla. Quando Lucilla riesce a scappare dalla clinica, Renata chiede a Eusebio di trasformare la sorella in una gatta, e parte per la luna di miele con Alessio. Luna, tuttavia, scopre la malfatta e insieme a Victoria, Guglielmo, Toto e Miranda, la smaschera, ma lei riesce a scappare. Con l'aiuto di Beto, un suo amico, rapisce Luna, che riesce però a liberarsi e ritornare al collegio. Renata viene in questo modo nuovamente scoperta, ma, grazie a Eusebio, si rifugia nel collegio, diventando sua schiava. Quando lo stregone, tuttavia, ha un risveglio di coscienza, la consegna nelle mani di Felipe che la fa arrestare. Tuttavia Renata riesce verso la fine della serie nuovamente a scappare, e con un amico, Gioacchino, si fa assumere alla Mastery come addetto alla manutenzione, torna nuovamente al collegio, dove rapisce Alessio e Luna, rinchiudendoli nello scantinato. Felipe, con l'aiuto di Luz, Martín e Alessandro, la scoverà e la farà definitivamente arrestare.

## Lucilla López De La Fuente
Lucilla è interpretata da Macarena Paz e doppiata da Letizia Ciampa. 
Ha 20 anni ed è la sorella gemella di Renata, rispetto alla quale è più buona, umile e gentile. È una ragazza timida e riservata che non ama parlare di sé e dà sempre una seconda occasione a tutti, compresa la sorella che però continuerà a renderle la vita un inferno e proprio per questo Lucilla finirà di essere buona con lei e cercherà in ogni modo di farla arrestare. È da sempre innamorata di Alessio, ma non intralcerà mai, né la sua relazione con la sorella Renata, né successivamente quella con Luna. Durante la competizione dei gruppi alla Mastery School, viene chiamata da Alessio per diventare batterista del gruppo delle ragazze. Qui viene inizialmente scambiata per Renata dai ragazzi della scuola, a causa del fatto che sono gemelle, compresa Luna, che non la vedrà di buon occhio, proprio a causa dell’ex relazione con Alessio. Superate le prime difficoltà formerà un gruppo con Luna, Valentina e Gaia, con le quali vincerà la competizione dei gruppi musicali. Quando scopre che la sorella Renata è stata rinchiusa in un ospedale psichiatrico, la va a trovare, ma viene incastrata proprio dalla sorella, che le ruba l'identità per riavvicinarsi al collegio e ad Alessio. Quando riesce a scappare dalla clinica, torna alla Mastery School, ma viene trasformata in una gatta da Eusebio e Renata. Miranda e Luna si accorgeranno, tuttavia, dell’identità della gatta e convinceranno Olivia a ritrasformarla in una persona. In questo modo Lucilla contribuisce alla cattura di Renata, che viene finalmente arrestata. Tornata al collegio definitivamente, viene assunta da Felipe come sua assistente, e, dopo esser stata ingiustamente accusata da lui di avergli rubato il tesoro, vuole andare via dal collegio, perché non vuole più soffrire, dopo tutto quello che ha passato. Inizialmente Rita tenta di convincerla a ritornare, ma lei rifiuta, così Rita "passa la palla" a Felipe, che dovrebbe convincerla lui a rimanere. Felipe va da lei e le chiede scusa per tutti i guai che le ha provocato e per non averle creduto fin dall'inizio, per la storia del furto del tesoro, di cui era innocente, e si riappacificano. Col tempo comincerà a essere attratta da lui fino a innamorarsene, ma poiché è convinta che lui provi ancora qualcosa per Luna, soffrirà molto. Per far ingelosire Felipe, inizia a frequentare Diego, ma Luz confiderà allo zio la verità e alla fine i due si fidanzeranno, permettendo così alla ragazza di dimenticare Alessio definitivamente. Quando viene a sapere che sua sorella Renata è scappata dall'ospedale psichiatrico, si trasferisce nella camera delle ragazze per sentirsi più protetta e sicura, ma quando sa che Alessio è sparito e che Victoria vuole chiudere il collegio, chiama suo padre Patrizio per farsi venire a prendere, perché vuole andarsene a causa della sorella. Felipe, non volendo separarsi da lei, perché aveva capito che lei è il vero amore che cerca da secoli, riesce a convincerla a rimanere, escogitando un piano, con l'aiuto dei suoi nipoti, per salvare Alessio e, allo stesso tempo, far arrestare sua sorella e il suo complice. Il piano funziona e così Victoria non chiude il collegio e Lucilla è felice di rimanere alla Mastery, ringraziando Felipe per tutto quello che ha fatto per lei e per esserle stato vicino in un momento così difficile.

## Patrizio López
Patrizio è interpretato da Mauricio Dayub e doppiato da Eugenio Marinelli. 
Ha 49 anni. È il padre di Renata e Lucilla, bugiardo, opportunista e approfittatore. Spinge la figlia Renata a sposare Alessio per impadronirsi delle sue aziende e delle sue proprietà, mentre al collegio, inganna anonimamente Victoria, facendole credere di avere delle notizie sul figlio perduto e chiedendole un riscatto. Alla fine andrà via per un viaggio d'affari in Europa e farà rinchiudere Renata in un ospedale psichiatrico, dopo aver scoperto i problemi mentali della figlia. Dopo sei, sette od otto mesi in cui lui è ancora in viaggio per l'Europa, riceve una chiamata da Victoria per avere informazioni su Lucilla, dato che aveva sempre dei problemi con Renata, ma dice che non ne sa nulla, anche se vuole conoscere alcuni dettagli del viaggio. Miranda, giustamente, nota che Lucilla, o per meglio dire, Renata, non ha invitato suo padre al matrimonio, perché questo significava la rovina del suo piano malvagio, se lui l'avesse scoperta, dato che un padre sa riconoscere due figlie gemelle. Viene menzionato un'ultima volta, quando Lucilla lo chiama per farsi venire a prendere, perché Alessio è stato rapito da Renata, Victoria vuole chiudere il collegio e lei non vuole più soffrire per colpa di sua sorella e perché vuole stare vicino a suo padre; ma Felipe riesce a escogitare un piano per far arrestare Renata e salvare Alessio, convincendo così Lucilla a rimanere e facendo in modo che lei chiami Patrizio per dirle di aver cambiato idea.

## Rita Marcial
Rita è interpretata da Mariana Prommel e doppiata da Claudia Balboni. 
Ha 40 anni, è una donna severa, ligia alle regole che cerca di far rispettare, impartendo dure punizioni agli incorreggibili che le raggirano: Rita vieta, infatti, i fidanzamenti e i contatti tra gli alunni, nonché qualsiasi forma di divertimento nel collegio, ma questo comportamento è ricollegabile al fatto che s’innamora facilmente di chicchessia, senza però essere mai ricambiata. È la sorella maggiore di Aldo, precettore della Mastery School, e braccio destro di Victoria, tanto che quando lei non c'è, Rita tenta di fare il capo, senza che qualcuno la vede buon occhio. Quando Guglielmo diventa l'autista di Victoria, lei lo ossessiona, poiché lo crede segretamente innamorato di lei, nonostante lui in realtà cerchi in tutti i modi di allontanarla. Proprio grazie a Guglielmo adotta un cagnolino, che chiama Willy e che tratta come un loro figlio adottivo. Rita è, inoltre, l'unica a conoscere i segreti di Victoria, nonché la stanza in cui la direttrice conserva i ricordi del figlio. Proprio per questo rapporto di amicizia con Victoria, Rita crede che la nominerà come suo successore, ma viene invece "scavalcata" da Alessio. Delusa e ferita, cerca allora di mandare in malora il collegio, e, durante una festa in maschera organizzata dal nuovo direttore Alessio, chiama l'ispettore, ma la conversazione viene ascoltata da Gerónimo e Benji; quindi, per impedire loro di avvisare Alessio, li lega nella cucina della Mastery School, ma, a sua insaputa, vengono liberati da Renata e Max, Nella quale i due bambini gli riferiscono l'accaduto. Nel frattempo l'Ispettore giunge alla Mastery School, il quale impone delle nuove regole ad Alessio. Quando Eusebio arriva nel collegio dall'altra dimensione, lei si allea con lo stregone, di cui è in realtà innamorata, che le promette la metà del tesoro di Felipe. Decide così di tradire la fiducia di Victoria e aiutare Renata, che nasconde nella cantina, nel suo progetto di allontanare Luna da Alessio e dal collegio. Tuttavia, quando Eusebio trasforma Lucilla in una gatta, Rita si prenda cura di lei, portandole il cibo e preparandole la cuccia. Nel momento in cui Eusebio preferisce Renata a lei, la trasforma momentaneamente in un ratto. Renata, inoltre, la rinchiude nella cantina e la costringe a scrivere una lettera di dimissioni indirizzata a Victoria. Miranda e Toto, però, aiutati dalla gatta Lucilla, la ritroveranno e la libereranno. Rita, capiti i suoi errori, torna allora da Victoria che la perdona e la riammette al suo fianco nella Mastery School. Eusebio tenta nuovamente di corromperla offrendole una parte del tesoro rubato, ma lei, diventata ormai una donna nuova e buona, dopo essersi resa conto che la felicità non si compra, convince lo stregone a riconsegnare il tesoro. Dopo che si è scusata con tutti e ha svelato le sue vere intenzioni e si è seriamente pentita, incontra Lucilla, che sta andandosene dal collegio. Dopo averla portata in un bar e averle offerto un caffè, tenta di scusarsi per tutti i guai che le ha provocato, ma lei dice che non serve scusarsi e che non vuole più stare al collegio, dopo tutto quello che ha passato, così decide di chiedere a Felipe a persuadere Lucilla a rimanere, cosa che funziona. Rivelerà di essere stata adottata, ma di non aver mai rinnegato i suoi genitori adottivi. S’innamora di Diego Miraflores, che nonostante si mostri in un primo momento contrario alle sue attenzioni, s’innamora anch'egli di Rita. Alla fine si fidanzeranno.

## Hernán "Aldo" Marcial
Hernán "Aldo" è interpretato da Mario Guerci e doppiato da Raffaele Proietti. 
Ha 27 anni. È un ragazzo semplice, molto carino e sempre positivo. È il precettore della Mastery School, nonché fratello minore di Rita, dalla quale si distingue per il suo animo buono e per la disponibilità nei confronti di tutti gli studenti. È segretamente innamorato di Renata, che ignora, essere la ragazza di Alessio: i due si sono, infatti, incontrati a una festa e per lei, Aldo compone la canzone "Quiero Abrir Tu Corazón", che affida poi a Ivo. Proprio perché fortemente innamorato di lei, farà di tutto per conquistarla, ma Renata, che brama il matrimonio con Alessio, gli dirà che il loro è un amore impossibile poiché lei deve partire per l'Europa. Quando Renata arriva al collegio, Aldo scopre che in realtà la ragazza le ha mentito e che è la fidanzata di Alessio, con cui nel frattempo ha stretto una forte amicizia. Aldo decide così di mentire e dire che la canzone che lui ha composto è stata scritta per Luna, compromettendo così l'amicizia con Alessio, che gli ha confidato di essere innamorato di lei. L'amicizia verrà rovinata ancor di più, quando Luna gli chiederà di fingersi fidanzati per allontanare Alessio. Quando il professore di musica del collegio si licenzia, Victoria affida a lui la cattedra, nonostante l'opposizione di Rita che vorrebbe che lui proseguisse il sentiero del padre, intraprendendo la carriera militare. Poco dopo l'arrivo dei ragazzi dell'altra dimensione se ne va per insegnare in un'altra scuola, ma torna per il matrimonio di Luna e Alessio.

## Agápito Diego Alessandro Miraflores De La Fuente
Agápito Diego Alessandro è interpretato da Pepe Monje e doppiato da Fabrizio Vidale. 
Ha 43 anni. È il sesto nipote di Felipe Segundo de la Fuente, il nuovo direttore della Mastery School assunto da Alessio e Victoria. Ha il compito di tenere lontani i bambini dal baule magico, nonostante questi ultimi facciano di tutto per vedere che cosa c'era lì dentro, un pozzo spazio-temporale, simile a un campo magnetico, in cui c'era il telecomando che teletrasporta, chiunque lo tocchi o se si attiva da solo, quando un pianeta entra in un'altra costellazione, nell'altra dimensione. Sebbene sia un adulto, spesso si comporta da bambino, ma è molto saggio e responsabile. Divertente e scherzoso, è però anche calmo e riflessivo, soprattutto con l'arrivo di suo zio Felipe, di cui diventa il migliore amico e il maggior confidente. È vissuto molti anni nella giungla, dove ha incontrato Eusebio, che si è finto suo amico solo, per impossessarsi di un tesoro nascosto da Felipe. A un certo punto viene mandato nell'altra dimensione, insieme a Caterina, Abril, Luz, Martín e Alessandro, da Rita, per ordine di Eusebio, per usare il segno sulla sua nuca, insieme agli altri, per aprire la cripta per il tesoro; ma, a causa del fatto che c'è un altro discendente di Felipe, che si scoprirà essere Gerónimo, Eusebio non riesce ad aprire la cripta, credendo che ci sia un errore di coordinate. Successivamente viene liberato da Felipe insieme agli altri ragazzi, nel frattempo quest'ultimo riesce a riportarli nella dimensione reale, ma non ricorda niente di ciò che ha vissuto lì, fino a quando Felipe non glielo dice, rimanendo così stupito, insieme agli altri, del fatto che Felipe ricordi tutto ciò che ha vissuto, a causa del fatto che è un mago e uno stregone e che ha vissuto per secoli dall'altra parte. Successivamente, s'innamorerà di Lucilla e sarà il rivale di Felipe, ma non sa che quello di Lucilla è un piano per fare ingelosire Felipe. Per un periodo litigheranno proprio per lei, ma alla fine faranno pace. In seguito comincerà a provare dei sentimenti per Rita, dei quali lui stesso si vergogna, e alla fine si fidanzerà con lei. Insieme a Felipe, Luz, Martín e Alessandro, contribuirà, alla fine della stagione, alla cattura di Renata.

## Felipe Segundo De La Fuente
Felipe è interpretato da Fabio Di Tomaso e doppiato da Massimiliano Manfredi. 
Ha 1.000 anni, cronologicamente, e biologicamente 33 anni. È il capostipite dei De La Fuente, viene dall'altra dimensione e ha poteri spirituali molto potenti. I suoi discendenti hanno tutti il suo stesso segno dietro la schiena. È il fondatore della Mastery School, creata nel 1916, e con il suo tesoro, che ha accumulato e conservato per molti secoli, vuole aprire tante Mastery School in tutto il mondo, cioè una in ogni capitale. Felipe è un uomo buono, altruista e molto saggio. Sempre calmo e pacato perde però tutta la sua enorme pazienza quando fanno del male alle persone a cui tiene. Nel passato era innamorato di una donna di nome Eugenia, con cui stava per sposarsi, cosa poi non realizzata, perché Eusebio spedisce anonimamente un biglietto che diceva che il loro matrimonio aveva come prezzo la vita di Eugenia. Felipe aveva ignorato gli avvertimenti di Eusebio, ma la situazione era diventata più complicata con le minacce, ma è riuscito coraggiosamente a sposarla. Dopo che lui ha detto "Sì, lo voglio", è finito nell'altra dimensione per intervento del suo mentore, che l'ha fatto per salvare la vita a lui e a Eugenia. Quest'ultima, non sapendo perché il suo amato sia sparito, pensa che l'abbia abbandonata per sempre, così, anni dopo, sposa un altro. Eugenia si scoprirà essere Luna in una vita passata e sarà così ossessionato da lei, cercando in ogni modo di farle ricordare chi era e com’era forte il loro amore, ma lei resterà sempre innamorata di Alessio, con cui anche nella sua vita passata si era alla fine sposata, dato che è lui il vero amore della sua vita. Quando Felipe ha finalmente capito che Luna non è Eugenia, decide di sacrificarsi per salvare i suoi discendenti, come ha fatto in passato. Decide di andare nell'altra dimensione per dissotterrare il tesoro dal suo luogo segreto e poi liberare i suoi nipoti; ma, per poter portare il tesoro nella dimensione reale, si deve attraversare un campo magnetico molto forte, con irreparabili conseguenze. Felipe riesce a portare a termine questo piano, perdendo però la vista, che gli verrà poi restituita da Eusebio. È rivale di quest'ultimo da quasi 1000 anni. Quando Lucilla decide di andarsene dal collegio, perché non vuole far parte della Commedia Musicale, Felipe la convince a rimanere, perché sta cercando una segretaria con cui realizzare il suo sogno per il tesoro, e lei accetta con gioia. Una sera le mostra il tesoro; Lucilla non crede che abbia così tanti lingotti d'oro per aprire tanti collegi; ma non si accorgono che Eusebio li sta spiando, e ha visto dov'era nascosto il tesoro, che viene rubato il giorno dopo proprio da lui, che così invecchia nuovamente. Felipe incolpa Lucilla del furto, ma quando scopre che il vero responsabile è Eusebio, e che è seriamente pentito di quello che ha fatto, grazie a Rita, che gli fa capire gli errori che sta facendo, si scusa con Lucilla per aver dubitato di lei, ma lei decide di andarsene dal collegio per sempre. Viene esortata prima da Rita a non farlo, ma invano, poi dallo stesso Felipe, il quale si scusa per averla sospettata del furto del tesoro. Lucilla decide di rimanere, pur entrando piano piano in un rapporto molto intimo con Felipe. Quando Miranda viene rapita, offrirà il suo tesoro per pagare il riscatto, ma non servirà perché la polizia arriva in tempo. Col tempo Felipe diventa molto amico di Lucilla di cui piano piano s’innamora, e la ragazza lo ricambierà ma, pensando che lui sia ancora innamorato di Luna, deciderà di farlo ingelosire con Diego (cosa che riuscirà). Tutto si complicherà perché Diego s’innamorerà davvero della ragazza, che non riuscirà a confessargli di essere innamorata di Felipe. Felipe finirà allora per litigare con Diego, ma alla fine faranno pace e si chiarirà anche con Lucilla, con la quale si fidanza, riuscendo finalmente a essere felice dopo secoli e riuscendo così a dimenticare Luna definitivamente, con non poche difficoltà, rimanendo comunque un suo caro amico. Inizialmente odia Alessio per via dei forti sentimenti che entrambi provano per Luna, ma alla fine diventeranno buoni amici, dopo che Alessio gli darà eterna gratitudine per aver salvato Miranda e di come è stato vicino alla sua famiglia in un momento tanto difficile. Quando Renata, a fine serie, riuscirà a scappare nuovamente dall'ospedale psichiatrico per portarsi via Alessio e sposarlo e liberarsi di Luna definitivamente, Felipe, con l'aiuto di Diego, Luz, Martín e Alessandro escogiterà un piano per liberare Alessio e Luna dalle grinfie di Renata, facendola così arrestare; ma, in realtà, lo fa perché vuole che Lucilla rimanga alla Mastery, dopo aver saputo da quest'ultima che sarebbe andata via, a causa di sua sorella, e perché ha capito che Lucilla è il vero amore che sta cercando dopo molti secoli. In questo modo Luna e Alessio potranno tranquillamente sposarsi. È anche amico di Agápito Miraflores, fantasma del primo direttore della Mastery School e antenato del nipote di Felipe, Diego Miraflores.

## Eugenia De La Fuente
Eugenia è interpretata da Natalie Pérez e doppiata da Letizia Scifoni.
É la moglie di Felipe e suo antico amore. Quest'ultima, non conoscendo la verità sul perché il suo amato era sparito, pensò che l'avesse abbandonata per sempre, così, anni dopo, sposò un altro.

## Mentore di Felipe
Il Mentore di Felipe è il maestro che vive con lui nell'altra dimensione. Nel secolo precedente aveva trasferito il suo allievo nell'altra dimensione per salvargli la vita, quando aveva saputo che Eusebio avrebbe reso la vita impossibile a Felipe ed Eugenia. Rimase con lui per molti anni, aiutandolo a prepararsi per la battaglia successiva con Eusebio, nel caso si dovessero incontrare in futuro. Quando Felipe venne a sapere che Eusebio fece prigionieri tutti i suoi discendenti, e per poco non ci riuscì con Diego, il suo maestro lo allenò duramente per fargli mantenere mente, corpo e spirito attivi e per prepararlo per affrontare il viaggio verso l'ignoto, Felipe disse allora che per lui era molto divertente attraversare lo spazio e il tempo e ricominciare tutto dal principio. Il suo maestro gli chiese di non perdere mai di vista l'obiettivo e di fare in modo che le sue emozioni non interferiscano mai con quello che è il suo compito. Ma quando Luna ritornò dall'altra dimensione, Felipe ne rimase fanaticamente e ossessivamente innamorato e perse di vista l'obiettivo principale, così chiese aiuto al suo mentore, il quale gli disse che se si fosse ostinato a stare con Luna, avrebbe sofferto molto e nemmeno il suo stesso maestro non potrebbe fare niente per aiutarlo. Lui disse anche a Felipe di guardare in faccia la realtà, cioè che Luna ha trovato la felicità non con lui, ma con Alessio. Ricompare ancora quando Felipe è indeciso: da un lato sa che ama Luna e dall'altro rischia di esporsi alla malvagità, non riuscendo così a trovare il suo vero obiettivo. Il mentore gli consigliò di prendere le distanze e trovare il suo centro e di ascoltare il suo cuore, che la vita continua e che poi sarebbe arrivato tutto il resto. Ritorna per l'ultima volta, quando Felipe decise di andare nell'altra dimensione per salvare i suoi nipoti, quindi lo ha convocato per un'ultima conversazione con lui prima di affrontare quello che stava per fare: Riportare il tesoro nella dimensione reale sfidando il campo magnetico e le conseguenze che potrebbe avere, al quale Felipe gli confessò di avere molta paura. Il maestro gli disse che non sarebbe stato da solo in questa situazione, che lui c'è sempre, quando Felipe lo richiede; così Felipe e il suo maestro si salutano e quest'ultimo lo incita a seguire il suo cammino.

## Ivo López Pérez Beltrán
Ivo è interpretato da Andrés Gil e doppiato da Flavio Aquilone. 
Ha 18 anni ed è amico di Luna, Paul e Ulisse, con i quali ha formato un gruppo musicale del quale è il tastierista e cantante. È bello e affascinante, il ragazzo che tutte le ragazze desiderano, coraggioso, sfrontato, istintivo, egoista, sarcastico, un leader per natura, non sa mantenere un segreto, non ha paura di nulla, non si cura delle conseguenze delle sue azioni e ovunque vada fa sì che tutte le ragazze si innamorino di lui: al suo arrivo in collegio infatti tutte inizialmente perderanno la testa per lui. Decide di seguire Luna alla Mastery School per il bene del gruppo. Qui, nel collegio, si trova anche la sua sorellastra Valentina, andata via di casa proprio perché segretamente innamorata di lui. Inizialmente Ivo non sa dei sentimenti della ragazza e non capisce perché lei lo tratti così male, dato che lui le vuole veramente bene come a una sorella. Per far dispetto alla sorellastra che lo maltratta, bacia la sua amica Emma, con la quale avrà poi una relazione. Ciò provocherà l'inimicizia di Tom, ex fidanzato di Emma, e di Raúl, amico del cuore di Tom, che tenteranno di farlo cacciare dal collegio, accusandolo di aver rubato i soldi delle rette. 
L'unica a credere alla sua innocenza sarà proprio Valentina e ciò porterà i due a riavvicinarsi molto. Emma, gelosa, allora arriverà ad accusare Valentina, Ivo inizialmente le crederà allontanandosi di nuovo dalla ragazza, ma capirà poi di essere innamorato della sorellastra. La ragazza però ha iniziato una storia con il migliore amico del ragazzo, Ulisse, proprio per dimenticarlo. Quando Ivo le si dichiarerà però i due, per quanto ci provino non riescono a stare lontani e iniziano una relazione segreta alle spalle del ragazzo, che poi Valentina lascerà. Quando Ulisse scopre la relazione fra i due litigherà furiosamente con l'amico, ma poi faranno pace e Ivo e Valentina potranno finalmente stare insieme. Il fidanzamento con Valentina, però, è burrascoso, infatti, i due si lasciano e si prendono continuamente e litigano in continuazione. All'interno del collegio fa subito amicizia con Aldo che gli affida la sua canzone "Quiero Abrir Tu Corazón". Proprio durante un concerto, conosce Gaia, figlia del proprietario del locale: Ivo consiglia proprio a lui di portare la figlia alla Mastery. Gaia inizia perciò a odiarlo, ma dietro la sua rabbia si cela, in realtà, il suo amore per lui. Nonostante i tentativi di conquista della ragazza, Ivo continua ad amare Valentina. Durante il viaggio nell'altra dimensione, tuttavia, Eusebio confida a Ivo che la donna della sua vita è in realtà Gaia e non Valentina. Ivo scrive così il messaggio su un bigliettino, che, una volta tornato nella dimensione reale, viene trovato dalla stessa Gaia, che però decide di nascondere la verità a Valentina. Quando Valentina scopre la verità, Ivo rompe la sua relazione con lei, poiché la considera troppo gelosa, ma, dopo vari "tira e molla", i due tornano di nuovo insieme, consci di amarsi moltissimo, e da quel momento, nonostante le liti, non si lasceranno più. Con l'arrivo dei nuovi ragazzi dell'altra dimensione, Ivo stringe una forte amicizia con Martín, aiutandolo a realizzare il suo sogno nel mondo del calcio, ma, in seguito, diverrà anche molto amico di Alessandro.

## Paul
Paul è interpretato da Christian Puebla e doppiato da Manuel Meli. 
Ha 17 anni ed è amico di Luna, Ivo e Ulisse, con i quali ha formato una band musicale della quale è il batterista. Molto romantico, pacato e gentile, e da sempre è innamorato di Luna, la quale è all'oscuro di tutto, e che comunque non contraccambia. Insieme agli altri ragazzi decide di seguire la ragazza nel collegio per il bene del loro gruppo. Qui s’innamora di Gaia, che si contende con Raul, e per lei litiga anche con Ulisse, preferito di Gaia. Quando però si accorge che Gaia sta in realtà giocando con entrambi, lascerà stare. Insieme a Ivo verrà portato nell'altra dimensione, ma al ritorno non ricorderà nulla. Durante i provini per la commedia teatrale, sarà scelto come protagonista del musical, scatenando l'ira di Alessio, geloso che lui debba baciare Luna della quale è sempre stato segretamente innamorato.

## Ulisse
Ulisse è interpretato da Valentino Giovannetti e doppiato da Jacopo Castagna. 
Ha 17 anni, amico di Luna, Ivo e Paul, con i quali ha formato una band musicale, della quale è il bassista. Insieme agli altri ragazzi decide di seguire Luna nel collegio per il bene del loro gruppo. Qui s’innamora perdutamente di Valentina, con cui avrà una storia, conquistando l'inimicizia d'Ivo, fratellastro della ragazza e vero amore di lei. È molto preciso con le parole, usa sapientemente termini complessi, è un genio dell'informatica, ma molto spesso si mostra saccente e litigioso. Adora suo nonno, dal quale ha preso l'intelligenza, e sottovaluta i suoi genitori. Si arrabbia con Ivo quando questo decide di allontanarsi dalla band per aiutare Martín a sfondare nel mondo del calcio. Durante la preparazione della commedia del collegio, si offre come sostituto di Paul per cercare di conquistare Luz, che bacerà, scatenando così la gelosia di Martín, arrivando, a un certo punto, quasi a menarlo. Per un breve periodo litigheranno pesantemente, ma alla fine, dopo pochi episodi, si riconciliano. Luz, tuttavia, confessò di continuare ad amare Martín.

## Tom Gonzáles Crespo
Tom è interpretato da Lucas Verstraeten e doppiato da Fabrizio De Flaviis. 
Ha 19 anni, viziato e materialista, nonché abituato a vivere nel lusso: nato in una famiglia di nuovi ricchi borghesi, i suoi genitori acconsentono a comprargli tutto quel che desidera. Proprio per i soldi della sua famiglia, crede di poter fare il macho, proprio come suo padre, che, invece di rimproverarlo lo incoraggia. In realtà è un buon amico e col tempo si mostrerà generoso, altruista e di buon cuore. Fa continui discorsi da esperto di finanza, di auto, di cose di cui non sa niente, progettando il suo futuro basato sui soldi. È fidanzato con Emma, che, annoiata da questi suoi comportamenti, lo tradisce con Ivo, causando l'inimicizia tra i due. Proprio per questo motivo, con l'aiuto dell'amico Raul, cercherà di mettere "fuori gioco" Ivo, facendolo accusare del furto dei soldi delle rette. Riuscirà a fidanzarsi di nuovo con Emma, della quale era ancora molto innamorato, ma verranno di nuovo separati da Celeste, innamorata di lui. L'amore tra Tom ed Emma, tuttavia, trionfa e torneranno insieme, lottando contro tutti, compreso il padre del ragazzo che vuole separarli, a causa delle umili origini di Emma, che inizialmente mente sul lavoro dei genitori. Proprio per i tentativi di suo padre di dividerli, per un periodo penseranno di scappare, ma poi cambieranno idea. Il suo migliore amico è Raúl, ma alla fine lega anche con Ivo, Paul, Ulisse, Martín e Alessandro.

## Raúl Molina
Raúl è interpretato da Ramiro López Silveyra. 
Ha 17 anni ed è il migliore amico di Tom, che aiuterà nel tentativo di far cacciare Ivo. Al collegio s’innamora di Gaia, che si contenderà con Paul, e per lei litigherà con Ulisse, preferito di Gaia. Quando però si accorge che Gaia sta in realtà giocando con entrambi, lascerà stare. All'inizio ha un forte contrasto con i ragazzi dell'altra dimensione, ma poi diventeranno amici.

## Martín De La Fuente
Martín è interpretato da Thiago Batistuta. 
È un ragazzo dell'altra dimensione, discendente di Felipe, proveniente dagli anni ottanta. È il quarto nipote di Felipe a essere rapito da Eusebio, che userà il sigillo impresso sulla sua nuca per aprire il tesoro. Gli piace molto il calcio e nella sua epoca stava per giocare in una squadra professionista. Molto dolce e romantico è un buon amico sempre pronto a tutto, è socievole e carismatico e sebbene abbia molti buoni propositi spesso, si ritrova ad avere dei progetti individualisti. Quando arriva in collegio, nonostante un inizio burrascoso, non avrà molti problemi ad adattarsi a differenza degli altri ragazzi che vengono con lui dall'altra dimensione. È da sempre follemente innamorato di Luz, che inizialmente lo rifiuterà per la loro discendenza comune e perché il fidanzamento li distrarrebbe dalla loro missione di rendere il mondo migliore. Ciò nonostante lui non si arrenderà e farà di tutto per farle capire quanto la ama e che anche lei prova lo stesso. Infatti, dopo molti tentativi, riuscirà a conquistarla e si fidanzerà con lei. Tiene molto ai compagni dell'altra dimensione ma per lui la persona più importante è Luz, infatti decide di lasciare il gruppo quando non gli permettono di fidanzarsi con lei per le regole precedentemente imposte. È molto geloso di Luz e questo causerà alcuni problemi nel loro rapporto. Quando Ulisse s’interesserà a Luz lui diventa fin troppo geloso e spesso litiga pesantemente col ragazzo per lei che per un periodo si sente a sua volta attratta dal nuovo spasimante arrivando a lasciarsi col ragazzo per l'eccessiva gelosia di lui è l'indecisione di lei, arrivando quasi a menarlo, ma poi Luz capirà di amare solo Martín e si rimetteranno insieme. Quando arriva al collegio, entra nella band dei ragazzi e diventa subito amico di Ivo, che lo aiuterà a sfondare nel mondo del calcio; lascerà poi lo sport per amore di Luz, che non vuole che lui abbia progetti individualisti che compromettono il gruppo; ma, dopo che Eusebio è ringiovanito e non commette più cattive azioni, Luz gli permette di continuare il suo sogno di diventare un calciatore professionista, scusandosi per averlo obbligato a scegliere. Quando Renata, alla fine della stagione, riesce a scappare nuovamente dall'ospedale psichiatrico e a rapire Alessio, tenendolo prigioniero nello scantinato, Martín, insieme a Luz, decide di andare nell'epoca di quest'ultima, per non lasciarla sola, visto che Victoria decide di chiudere il collegio, però, insieme a Felipe, Diego, Luz e Alessandro contribuirà alla cattura di Renata, facendole quindi cambiare idea.

## Alessandro De La Fuente
Alessandro è interpretato da Jaime Domínguez e doppiato da Simone Crisari. 
È un ragazzo dell'altra dimensione, discendente di Felipe, proveniente dagli anni novanta. È il quinto nipote di Felipe a essere rapito da Eusebio, che userà il sigillo impresso sulla sua nuca per aprire il tesoro. È un ragazzo romantico e molto buono, ma che non permette a nessuno di mettergli i piedi in testa. Onesto e leale non mentirebbe né tradirebbe mai qualcuno. Ha un carattere molto forte, ma è un buon amico. Al collegio, s’innamora dapprima di Miranda, che presto lascia perdere per il suo carattere da viziata. Trova poi il vero amore in Gaia, con la quale si fidanza, nonostante all’inizio continuasse a litigarci e affermasse di non sopportarla. Per via dei caratteri orgogliosi di entrambi litigano comunque spesso, ma fanno sempre pace. Quando Renata, alla fine della stagione, riesce a scappare nuovamente dall'ospedale psichiatrico e a rapire Alessio, tenendolo prigioniero nello scantinato, sente che Victoria vuole chiudere la Mastery School, ma non si aspetta che Luz e Martín tornino nell'epoca di Luz per sempre, quindi si oppone fermamente a questa decisione, nonostante Luz cerchi di fargli capire che cosa sta provando in quel momento, così decide di rassegnarsi, ma grazie a Felipe, Diego, e, soprattutto, Luz e Martín, contribuisce alla cattura di Renata, facendo quindi cambiare idea a Luz.

## Valentina Luca López Pérez Beltrán
Valentina è interpretata da Micaela Riera e doppiata da Valentina Favazza. 
Ha 18 anni ed è una ragazza molto bella, decisa, intelligente, furba e pragmatica, una leader nata. È una ragazza d'oro, ma quando si arrabbia, diventa un po' nevrotica ed è parecchio irascibile e anche un po' scontrosa. All'arrivo di Luna al collegio, per difendere i bambini della Mastery School, decide di accusare la ragazza di aver rovinato la festa di Miranda. È la sorellastra di Ivo di cui è segretamente innamorata, ed entra nel collegio proprio per scappare da quest’amore, considerato inizialmente impossibile. Quando il fratellastro arriva anche lui al collegio, tra di loro inizia un rapporto burrascoso, ma alla fine Valentina gli confessa piangendo i suoi veri sentimenti, sapendo però di non essere ricambiata. Nel frattempo, per dimenticarsi d'Ivo, inizierà una relazione con Ulisse, ma quando Ivo, col passare del tempo, capisce di amarla, inizia una relazione con lui. Il fidanzamento, però, è burrascoso, infatti, i due si lasciano e si prendono di continuo. Quando Ivo si reca nell'altra dimensione, lei deciderà di seguirlo per salvarlo, e qui scoprirà da Eusebio che il vero amore di Ivo è in realtà Gaia. Tornata nella dimensione reale, però, Valentina ha dimenticato tutto, ma Gaia, che invece sa tutto, le nasconderà la verità, poiché ha capito che l'amore della ragazza con Ivo è più forte di tutto il resto. Quando scopre la previsione di Eusebio, ha un attacco di gelosia che porta alla rottura del fidanzamento con Ivo, ma dopo vari "tira e molla", i due tornano di nuovo insieme. Dopo una prima inimicizia, lega molto sia con Luna sia con Gaia e con l'arrivo dei ragazzi dell'altra dimensione anche di Luz, ma è da sempre amica anche di Emma (sua migliore amica), Federica e delle bambine del collegio. All'interno della Mastery ha anche un altro piccolo ammiratore, Benji, che nonostante la sua tenera età è follemente innamorato di lei, rifiutando tutte le altre bambine del collegio.

## Emma Gómez
Emma è interpretata da Lola Morán e doppiata da Lucrezia Marricchi. 
Ha 17 anni, è molto dolce e bella. Sicura di sé e ottimista è molto buona, ma non esita a tirar fuori le unghie per difendersi. Balla molto bene e lo sa, difatti è un po' vanitosa. Inizialmente è la fidanzata di Tom e i due stanno insieme da anni. All'interno del collegio nasconde a tutti le sue vere origini: i genitori, infatti, sono due fruttivendoli, ma temendo di non essere accettata dagli altri, specie da Tom, a causa delle sue umili origini, decide di mentire su di loro. Quando Luna arriva con i ragazzi della band alla Mastery School, cede alle attenzioni di Ivo, con cui ha una breve relazione: si sente, infatti, oppressa dai progetti di Tom, e vede nel nuovo ragazzo una via di fuga. Entra così in competizione con Valentina, accusandola del furto dei soldi delle rette per farle un dispetto e metterla fuori gioco. Nonostante lei stia con Ivo, Tom, però non si perde d'animo e continua a corteggiarla, finché Emma non ritorna con lui. Per colpa di Celeste, innamorata di Tom, viene tuttavia smascherata la sua vera identità e il ragazzo, sentendosi ferito la lascia di nuovo, anche se alla fine la perdona perché la ama molto e tornano insieme. I due ragazzi, infatti, sono la coppia storica del collegio, anche contro il volere di Rita, che rifiuta i contatti tra gli alunni, e dei genitori di Tom, che rifiutano invece le umili origini della ragazza. Alla fine i due riusciranno a ribellarsi anche ai genitori di lui, che non accetteranno mai la coppia, e resteranno insieme minacciando anche di fuggire se non gli lasceranno vivere la loro storia. Emma, inoltre, nonostante l'attrito causato dal comune amore per Ivo, è molto amica di Valentina, ma anche di Federica, Gaia e Luna, mentre detesta Celeste, nonostante inizialmente fossero grandi amiche.

## Federica
Federica è interpretata da Delfina Capalbo e doppiata da Giulia Catania. 
Ha 17 anni, è una ragazza bella e simpatica, ma incapace di mantenere i segreti. È da tutti considerata un po' stupida per la sua ingenuità e per la sua effettiva poca intelligenza, anche se è molto buona con tutti. Soffre l'assenza della madre, che, a causa del suo lavoro in TV, non ha mai il tempo di ascoltarla. Il padre invece lo ha perso quando era piccola, ed è sempre cresciuta tra tate e autisti che la scarrozzavano in giro. All'interno del collegio è molto amica di tutti, specie di Valentina e di Emma, mentre Celeste tenta spesso di raggirarla per raggiungere i suoi scopi. A un certo punto se ne va (dopo l’arrivo dei ragazzi dell'altra dimensione).

## Celeste Regeivo
Celeste è interpretata da Antonella Sabatini e doppiata da Joy Saltarelli. 
Ha 17 anni ed è una ragazza molto invidiosa di tutto e tutti, cosa che la mette in cattiva luce con gli altri alunni della Mastery. All'interno del collegio s’innamora di Tom e farà di tutto per compromettere la sua relazione con Emma, mostrando al ragazzo una foto che ritrae i genitori della ragazza nella loro frutteria proprietà, smascherando così le sue bugie. Sfrutterà l'occasione per invitare Tom nella casa delle vacanze per una gita in piscina, ma i suoi tentativi saranno vani, poiché il ragazzo è ancora innamorato di Emma. Alla fine rimarrà senza amiche. 

## Gaia Cortese
Gaia è interpretata da Eva De Dominici e doppiata da Veronica Puccio. 
Ha 16 anni, è all'inizio viziata e ribelle, con un orgoglio smisurato e che non permette a nessuno di darle ordini. Col tempo diventa più dolce, solare e simpatica. Ama la musica e cantare, nonostante non sia talentuosa e il padre si opponga a questa sua passione. Entra nel collegio "a causa" d'Ivo e per questo motivo finge di odiare il ragazzo, anche se dietro questo rancore si cela in realtà l'amore per il giovane. Al collegio verrà corteggiata contemporaneamente da Paul e Raúl, che però prenderà in giro, iniziando invece una breve relazione con Ulisse, causando scompiglio tra i ragazzi. Per quanto venga spesso disprezzata all'inizio, ha un gran cuore ed è pronta a tutto per le persone alle quali vuole bene. S’innamora d'Ivo, ma nonostante scopra la predizione di Eusebio, capisce di non avere speranze con lui. Nonostante le prime inimicizie stringe amicizia con Valentina, Luz, ma anche con Luna. Quando arrivano i ragazzi dell'altra dimensione comincia un rapporto di continui litigi con Alessandro ma col tempo diventeranno amici. Gaia capirà, però, di essere innamorata di lui, ma piuttosto che dichiararsi, preferisce farsi desiderare come ha sempre fatto: purtroppo il ragazzo rimarrà deluso dal suo comportamento (dato che aveva cominciato anche lui a provare dei sentimenti per lei). Quando Alessandro verrà di nuovo rapito da Eusebio insieme agli altri ragazzi dell'altra dimensione, Gaia soffrirà moltissimo sentendosi in colpa e avendo capito di aver finalmente trovato un ragazzo che ama davvero. Quando poi Alessandro tornerà, finalmente i due si chiariranno e inizieranno una storia, la prima vera storia della ragazza, che fino ad allora aveva avuto nella sua vita solo relazioni che considerava quasi un gioco. Difatti la ragazza ha detto a Valentina (mentre piangeva per il rapimento dei ragazzi) "Prima giocavo con l'amore, scherzavo con l'amore e non mi sono accorta che l'amore vero era arrivato con Alessandro". Spesso per via del loro orgoglio si troveranno a discutere, ma faranno sempre pace.

## Luz De La Fuente
Luz è interpretata da Thelma Fardin e doppiata da Alessia Amendola. 
È una ragazza dell'altra dimensione, discendente di Felipe, proveniente dagli anni settanta. È la terza nipote di Felipe a essere rapita da Eusebio, che userà il sigillo impresso sulla sua nuca per aprire il tesoro. Sensibile, sognatrice e romantica Luz pensa sempre agli altri prima di sé stessa ed è piena d'ideali positivi, ma è schietta e dice le cose in faccia anche a costo di ferire, ed è molto orgogliosa e nonostante la sua gentilezza, la sua bontà e la sua timidezza si mostra spesso anche forte e impulsiva ed è molto testarda. Ama fare beneficenza e pensa sempre a come poter aiutare il prossimo o a come rendere il mondo un posto migliore. Quando arriva al collegio, Martín le confida di essere innamorato di lei, ma Luz lo rifiuta poiché sono parenti e il loro amore li allontanerebbe dalla loro missione (nonostante anche lei provi qualcosa per il ragazzo). Il segreto di Luz, tuttavia è un altro: nella sua epoca era fidanzata con un ragazzo, che ha dovuto abbandonare a causa di Eusebio. Con l'aiuto di Emma cercherà di rintracciarlo, scoprendo però che è morto. Allora Luz, inizialmente deciderà di dare un taglio netto all’amore, ma poi comprenderà di amare molto Martín e accetterà di fidanzarsi con lui, costringendolo però a lasciare il calcio per farlo smettere con i suoi progetti individualisti e per farlo concentrare solo sul gruppo, che per lei è la cosa più importante (soffrirà moltissimo quando Caterina e Abril lasceranno il collegio). Dopo che Eusebio ringiovanisce, giurando che non commetterà più cattive azioni, Luz ci ripensa, dicendo a Martín che non aveva il diritto d'intromettersi costringendolo a scegliere tra il calcio e lei stessa, così lascia che Martín insegua il suo sogno di diventare calciatore professionista, dicendogli anche che si vuole offrire per fare la Cheerleader, ruolo che nella sua epoca non andava molto di moda, ma Martín, essendo geloso, rifiuta questa idea. L'amore con il ragazzo sarà infatti messo in discussione dall'eccessiva gelosia di lui. Durante la preparazione della commedia musicale, Ulisse, innamorato segretamente di lei, la bacia, confondendole le idee, e per questo motivo, non capendo chi dei due in realtà le piaccia, abbandonerà entrambi. In seguito capirà che l'unico ragazzo che ama è Martín e si rimetteranno insieme. È quella che soffre di più per essere stata allontanata dalla famiglia, dagli amici e dalla sua vita e più di una volta penserà di chiedere a Felipe di rimandarla indietro, ma poi cambia sempre idea grazie all’amicizia dei ragazzi del collegio e all'amore per Martín. All'interno del collegio è molto amica di tutte, in particolar modo di Luna e Gaia. Quando Renata riesce a scappare dall'ospedale psichiatrico e a rapire Alessio, tenendolo prigioniero nello scantinato, prende la sofferta decisione che ha sempre sognato: tornare nella sua epoca insieme a Martín, che ha scelto di seguirla per non lasciarla sola, visto che Victoria voleva chiudere il collegio, ma, insieme a Felipe, Diego, Martín e Alessandro contribuirà alla cattura di Renata, facendole quindi cambiare idea, restando alla Mastery School.

## Caterina De La Fuente
Caterina è interpretata da Florencia Gallo. 
È una ragazza dell'altra dimensione, discendente di Felipe, proveniente dagli anni cinquanta. È la prima nipote di Felipe a essere rapita da Eusebio, che userà il sigillo impresso sulla sua nuca per aprire il tesoro. Farà molta fatica ad adattarsi e ha una mentalità molto legata alla sua epoca. Buona e altruista è una brava ragazza, ma vede ingiustizie ovunque e spesso per evitare che siano compiute ne combina a sua volta. Permette a Martín e Luz di fidanzarsi, ma non approverà mai il loro rapporto, perché è convinta che divida il loro gruppo. Per un periodo mostra attrazione per Ivo, ma non sarà mai una vera e propria cotta. Dopo un po' che si trova al collegio, deciderà di andare via con Abril, poiché ritiene che alla Mastery si siano compiute delle ingiustizie (sebbene ciò non sia vero) e perché non si adatterà mai pienamente.

## Abríl De La Fuente
Abrìl è interpretata da Jesica Buss. 
È una ragazza dell'altra dimensione, discendente di Felipe, proveniente dagli anni sessanta. È la seconda nipote di Felipe a essere rapita da Eusebio, che userà il sigillo impresso sulla sua nuca per aprire il tesoro. Abril è una ragazza molto buona che cerca sempre di rendersi utile, ma è un po' egoista e vanitosa. Comunque la cosa più importante per lei è il gruppo e quando vede che comincia a sciogliersi poiché tre di loro si sono fidanzati e passano molto più tempo con le loro metà piuttosto che con il gruppo si arrabbierà molto (unito tutto ciò anche alla sua gelosia poiché non ha un ragazzo). Tra le ragazze dell'altra dimensione è quella che si adatterà di più, infatti, quando la Mastery organizza una sfilata, sarà una delle prime a offrirsi come modella a differenza di Caterina e Luz, che non vorrebbero partecipare perché l'iniziativa va contro i loro ideali. Quando incontra Ivo nell'altra dimensione, essendoci stato portato accidentalmente, s’innamora di quest'ultimo, anche se non è contraccambiata e in seguito lo lascerà perdere, anche se per un periodo starà molto male poiché non la ricambia. Dopo un po' che è al collegio, deciderà di andare via con Caterina, poiché ritiene che alla Mastery si siano compiute delle ingiustizie (sebbene ciò non sia vero).

## Serena
Serena è interpretata da Agustina García Tedesco e doppiata da Rachele Vagnarelli. 
Ha 15 anni ed è figlia di un'amica di Victoria, che l'ha mandata in collegio perché ha il brutto difetto di dire sempre la verità. È una ragazza dolce, buona e tranquilla. È la migliore amica di Miranda. S’innamora di Toto, con cui si fidanzerà per un periodo. Tuttavia, quando Toto e Miranda riusciranno finalmente a mettersi insieme, lei dopo aver creato involontariamente (e spinta un po' da Giulietta) dei problemi alla coppia, deciderà di andare via dalla Mastery School per non intralciare il loro rapporto e per non soffrire. Quando Miranda viene rapita, torna al collegio per consolare Toto in veste di amica, anche se viene fraintesa, ma alla fine tutto si chiarisce.

## Giulietta
Giulietta è interpretata da Agustina Palma e doppiata da Agnese Marteddu. 
Ha 15 anni, è una ragazza insopportabile e critica tutto quello che le viene detto in un modo tale da apparire persino maleducata. Ama in segreto Giuliano e farà di tutto per conquistarlo, compromettendo anche l'amicizia con Miranda, sua grande amica, nonostante il ragazzo sia il fidanzato della sua amica, infatti, lei lo bacia lo stesso. Una volta raggiunto il suo obiettivo, mette da parte Giuliano e punta tutto su Toto (anche se solo per divertimento), che però ama Miranda e nutre un grande affetto per Serena, in realtà innamorata di lui. Per questo motivo farà di tutto per farli litigare e per tenersi Toto, ma non ci riuscirà. Quando Miranda viene rapita da Pedro, fotografa Serena che abbraccia Toto per consolarlo, e mostra poi la foto a Miranda che si arrabbia con entrambi; in questo modo Miranda fraintendendo capisce che c'è qualcos'altro fra i due, ma fanno pace quasi subito e Giulietta smette così di creare problemi.

## Giuliano
Giuliano è interpretato da Iván Paz e doppiato da Mirko Cannella. 
Ha 15 anni ed è il figlio di allevatori. All'inizio della storia è fidanzato con Miranda. Sa attrarre chi lo circonda, risultando spesso insopportabile, ma quando gli conviene, è capace di farsi amare. Ama osservare gli altri e trovarne i punti deboli da poter colpire quando gli serve. Tutto quello che vuole deve ottenerlo, non sopporta essere nervoso o frustrato, ha bisogno di essere sempre al centro dell'attenzione, ama andare alle feste per farsi guardare. Guarda tutti dall'alto verso il basso e si crede superiore alla massa. È il migliore amico di Dino. Anche se si è separato da Miranda, lei gli piace ancora e per questo vuole rendere la vita impossibile a Toto. A un certo punto se ne va (prima del arrivo dei ragazzi dell'altra dimensione) (Nella realtà è il fratello di Macarena Paz: Renata/Lucilla).

## Gerónimo De La Fuente
Gerónimo è interpretato da Nazareno Antón e doppiato da Andrea Di Maggio. 
Ha 10 anni ed è molto indipendente e spiritoso; odia quando i ragazzi grandi non considerano i bambini. I suoi migliori amici sono Benjamin e Mathias, ha una sorellina di nome Lila. È innamorato di Clara, con la quale si fidanzerà, ma come dice lei, la loro storia è impossibile, come quella tra Romeo e Giulietta, infatti, le loro famiglie sono nemiche da anni. Prima del ballo della Mastery School, Gerónimo, insieme a Benji, sente la conversazione di Rita con l'Ispettore Rossetti, che parlano di chiudere il collegio: lo riferiranno a Tobia e Augusto, ma Rita ascolterà inaspettatamente la loro conversazione e, quando stanno per andare ad avvisare Alessio nello scantinato, Rita li legherà nella cucina della Mastery School, ma verranno liberati da Renata e Max, al quale Gerónimo e Benji riferiscono l'accaduto. È rivale di Tobia, Augusto (ma alla fine diventeranno amici) e i loro "scagnozzi", Nico e Rodrigo. Anche se è fidanzato con Clara, Olivia s’intromette sempre nella loro storia, ma alla fine lo lascerà perdere. È il settimo e penultimo nipote di Felipe, infatti, poi si accorgerà di essere un De La Fuente e di avere anche lui il segno che hanno gli altri nipoti di Felipe.

## Benji
Benjamin "Benji" è interpretato da Tomás Ross e doppiato da Riccardo Suarez. 
Ha 10 anni, è il migliore amico di Gerónimo che segue in tutto e che appoggia sempre. Anche se è un bambino, è un donnaiolo ed è convinto di piacere a tutte le ragazze. Si crede il più bello della scuola e cerca di tenere testa ai grandi risultando spesso molto comico. Ci prova con tutte le bambine che incontra, ma è da sempre molto innamorato di Valentina, per cui non riuscirà mai a smettere di provare dei sentimenti. Non si accorge dei sentimenti che Candy prova per lui, ma col tempo comincia a provare qualcosa nei confronti della ragazza fino a innamorarsene e si fidanza con lei. Prima del ballo della Mastery School, Benji, insieme a Gerónimo, sente la conversazione di Rita con l'Ispettore Rossetti, del quale parlano di chiudere il collegio, così, lo riferiranno a Tobia e Augusto, ma Rita ascolterà inaspettatamente la loro conversazione e, quando stanno per andare ad avvisare Alessio nello scantinato, Rita li legherà nella cucina della Mastery School, ma verranno liberati da Renata e Max, al quale Benji e Gerónimo riferiscono l'accaduto. A un certo punto, Benji venne portato nell'altra dimensione grazie a Olivia, ma, una volta tornato nella dimensione reale, non ricordò niente di ciò che è successo, così decise di raccontare la sua "storia " in stile Le Cronache Di Narnia. Per un breve periodo non lo perdoneranno, quando, grazie a Candy, scoprono la verità, ma poi decisero di farlo. Inizialmente è nemico di Augusto, di cui all'inizio storpia sempre il suo nome in "Arbusto", ma poi diventeranno amici.

## Clara García Sierra
Clara è interpretata da Juana Barros e doppiata da Emanuela Ionica. 
Ha 10 anni. La sua migliore amica è Candy. È innamorata di Gerónimo con il quale si fidanza, ma il loro rapporto è ostacolato dalle loro famiglie che sono rivali da molto tempo e per questo lei definisce la loro storia come quella di "Romeo e Giulietta". È molto brava a cantare e a ballare. Clara è spesso vanitosa ed egoista ma è buona e gentile e si preoccupa molto per i suoi amici. Assieme a Gerónimo, Benji e Candy vuole fuggire dal collegio, ma Tobia non glielo permette. A causa di Olivia verrà portata via dal collegio da suo padre ma, tornerà dopo pochi episodi e farà amicizia con la bambina prima sua acerrima nemica.

## Candy
Candy è interpretata da Lourdes Mansilla. 
Ha 10 anni. Graziosa e intelligente, è la migliore amica di Clara. Finge di non sopportare Benji, ma in realtà ne è innamorata. Il ragazzo pare all'inizio non accorgersene, ma alla fine lo scopre e se ne innamora a sua volta. Il suo idolo è Marilyn Monroe e spera di diventare, un giorno, esattamente come lei. Ha debuttato, da piccola, in televisione e recitato in molti spot pubblicitari. Tra le bambine del collegio, Candy è la classica ragazzina bella e ammirata dalle sue numerose fan. È un po' fanatica e voleva partecipare come attrice nel romanzo, ma i due a essere scelti furono Olivia e Gerónimo. (Nella realtà è la sorella di Marcio Mansilla (Augusto)).

## Olivia
Olivia è interpretata da Julieta Poggio. 
Ha 7 anni ed è la più piccola del collegio, è una bambina carina e dolce, ma un po' egoista e disposta a tutto per raggiungere i suoi scopi. Olivia è molto brava a cantare e a ballare. Ha dei poteri magici (di cui non conosce le origini): i bambini del collegio l’hanno scoperto guardando per caso il TG. All'inizio è nemica di Clara perché è innamorata di Gerónimo, arrivando a un certo punto a renderle la vita impossibile anche usando i suoi poteri e a mandarla via dal collegio grazie all'aiuto di Rita, ma poi diventeranno amiche. All'inizio tutti useranno i suoi poteri. 
Appena arriva Olivia, i bambini le chiedono di liberarsi dalle punizioni di Rita, ma per sbaglio la trasforma in un coniglio. Quando Rita tornerà umana si ricorderà tutto è chiederà Olivia per punizione di trasformarla nella donna più bella del mondo, Olivia disperata chiede aiuto ai bambini e chiedendo aiuto a Guglielmo facendo cambiare idea a Rita. Olivia non sopporta il fatto di essere chiamata "Strega", a causa del fatto che lei e Clara erano nemiche per l'amore di Gerónimo. Quando Felipe venne presentato alla Mastery School, quest'ultimo, essendo un vero mago e stregone, vide le potenzialità di Olivia, anche se quest'ultima non ha usato i suoi poteri, e vide anche che aveva una visione molto particolare delle cose, che Olivia confermò e gli chiese come facesse a saperlo. Felipe le disse che erano i suoi occhi che glielo dicevano e le disse anche che sarebbe stata il suo braccio destro, che Olivia accettò con gioia. Olivia per un periodo si innamora di Martín, sebbene questi sia molto più grande di Lei.
Miranda e toto e gli altri ragazzi del collegio chiederanno a Olivia di ridare a Lucilla il suo aspetto umano che era diventata una gatta a causa di un incantesimo di Eusebio, all'inizio non se la sentiva perché diceva che non aveva i poteri di Eusebio, ma alla fine ce la fece e ridiede a Lucilla l'aspetto umano.

## Tobía García Sierra
Tobía è interpretato da Tupac Inti Larriera e doppiato da Ruggero Valli. 
Ha 12 anni. È il fratello di Clara ed è molto geloso di lei. È vendicativo, ma è anche un gran fifone: ha il terrore dei fantasmi. Accusa sempre Gerónimo, molto spesso a sproposito. È rivale di Gerónimo e Benji, ma alla fine, quando Gerónimo se ne va dal collegio, Tobia sarà uno dei tanti che insisterà per il suo ritorno, inoltre si rivelerà leale anche con Benji. È molto geloso e protettivo nei confronti della sorella. I suoi migliori amici sono Augusto, Nico e Rodrigo ed è segretamente innamorato di Perla.

## Augusto
Augusto, è interpretato da Marcio Mansilla e doppiato da Arturo Valli.
Ha 12 anni. Il suo migliore amico è Tobía, ma è amico anche di Nico e Rodrigo; si vanta di aver vissuto negli USA. Ama il baseball e per questo viene preso in giro dagli amici. Proprio come il suo amico Tobía è nemico di Gerónimo. Anche a lui piace molto Clara, ma lei lo rifiuta. Spesso è lui la vera mente dei piani di Tobia e sebbene sia il suo braccio destro, è molto più intelligente e meno fifone di lui. È il manager dei modelli della campagna di moda che ha contattato Miranda. Augusto decide di mettersi a dieta e costringe alla dieta anche i modelli. Imita Tamara, la compagna e fidanzata del padre del suo migliore amico (Nella realtà è il fratello di Lourdes Mansilla (Candy))

## Mathias
Mathias è interpretato da Luciano Martínez Motta e doppiato da Tito Marteddu. 
Ha 10 anni. È il braccio sinistro di Gerónimo: lui ordina e Mathias esegue. Pensa di essere forte e muscoloso, in realtà non è così e finisce per rompere sempre tutto. I suoi migliori amici sono Gerónimo e Benji. È rivale di Nico e Rodrigo.

## Nico
Nico è interpretato da Franco Gil Franchina e doppiato da Leonardo Caneva. 
Ha 10 anni. È tv-dipendente, guarda un sacco di programmi e ha partecipato a moltissimi concorsi. Gli piace Perla e prova a conquistarla parlando di ciò che vede in tv. Alla fine è ingenuo e un po' troppo saputello, ama i paroloni, ma non ottiene l'effetto sperato. È rivale di Mathias. I suoi migliori amici sono Tobia, Augusto e Rodrigo. A un certo punto se ne va (prima dell’arrivo dei ragazzi dell'altra dimensione). Ricompare però nel penultimo episodio della serie, quando Victoria raduna tutti i collegiali per comunicare loro la chiusura del Collegio.

## Rodrigo
Rodrigo è interpretato da Brian Sichel. 
Ha 10 anni, è il timido del gruppo, parla sempre a bassa voce, non vuole farsi notare, tanto che spesso se entra o esce da una stanza nessuno lo vede. A parte questo è la spalla di Tobia, lo supporta quando gli vengono dei dubbi, ed è anche colui che fa abbassare la cresta ad Augusto quando esagera. Ha un serio problema con la sua immagine, tanto da chiedere sempre consigli di look agli amici. I suoi migliori amici sono Tobía, Augusto e Nico. È rivale di Mathias. A un certo punto della serie se ne va (prima dell’arrivo dei ragazzi dell'altra dimensione).

## Dino
Dino è interpretato da Luciano Papasidero. 
Ha 13 anni e, nonostante sia ancora giovane, Dino ha un caratteraccio, nervoso, irascibile e soprattutto vendicativo. Con i pochi amici che ha, è fedele, soprattutto con Giuliano che è il suo migliore amico. Gli piace Serena. Non è quasi mai presente nella serie e a un certo punto se ne va dal collegio (prima dell’arrivo dei ragazzi dell'altra dimensione).

## Perla
Perla è interpretata da Maya Schojet e doppiata da Maja Lionello. 
Ha 10 anni, è la migliore amica di Olivia e insieme a lei sono le più brave del collegio. È molto bella, graziosa e intelligente. Quando gli altri litigano, se ne sta sempre in disparte e non esprime quasi mai la sua opinione. Le piace ballare e cantare. Perla non è tanto presente nelle puntate degli Incorreggibili e non ha un ruolo importante e a un certo punto se ne va (prima dell’arrivo dei ragazzi dell'altra dimensione). Tobia è segretamente innamorato di lei.

## Lila  De La Fuente
Lila è interpretata da Chiara Francia e doppiata da Vittoria Bartolomei. 
Ha 5 anni. È la sorella minore di Gerónimo, che adora e va a trovare tutte le volte che può, dato che non frequenta la Mastery School. Spera che quando sarà più grande entrerà anche lei nello stesso collegio del fratello. A un certo punto della serie parte per un altro collegio in Inghilterra e non si vede più. Fa danza classica e vive nel lusso, tra autisti, cameriere e maggiordomi. È l'ottava e ultima nipote di Felipe Segundo de la Fuente. Le piace molto Benji. Le sue migliori amiche sono Clara e Candy.

## Eusebio
Eusebio è interpretato da Rodolfo Samsó e doppiato da Roberto Pedicini. 
Ha 10.000 anni, cronologicamente e biologicamente 56 anni. È un uomo proveniente dall'altra dimensione. Per quasi 50 anni, a partire dagli anni cinquanta, con l'aiuto dei suoi guardiani, trova e rapisce tutti i discendenti di Felipe Segundo De La Fuente, portandoli nell'altra dimensione per impedire loro d'invecchiare, dato che quella dimensione è senza tempo, per comporre il sigillo segreto che lo può portare dritto al tesoro di quest'ultimo. Ai giorni nostri, conoscerà Diego nella giungla e si fingerà suo amico per impossessarsi del tesoro nascosto da Felipe. È molto cattivo e, per un periodo, avrà Rita come serva la quale però, dopo due mesi di alleanza, si pentirà di averlo aiutato. In seguito sarà Renata ad allearsi con lui, poiché tramite delle gocce magiche sarà aiutata da Eusebio a ingannare Alessio affinché si sposi con lei. In un episodio, Eusebio farà venire un attacco cardiaco a Miranda, che, in seguito, verrà salvata dalla magia di Felipe. Visto che fare cose buone lo fa ringiovanire, per un certo periodo si redime, ma poi Eusebio invecchia nuovamente, perché prende il tesoro di Felipe e decide di scappare in macchina con Rita. Quest'ultima lo farà ragionare, lui consegnerà il tesoro a Felipe, ringiovanendo nuovamente, e da quel momento non compirà mai più cattive azioni.

## Guardiani di Eusebio
I Guardiani di Eusebio  sono i guardiani che Eusebio ha ingaggiato per aiutarlo a raggiungere il suo scopo, e cioè conquistare il tesoro di Felipe Segundo De La Fuente. Hanno un occhio bianco: l'uomo ce l'ha nel destro e la donna ce l'ha nel sinistro. Sono estremamente crudeli nei confronti di quelli che considerano i loro nemici, ma sanno essere divertenti e comici, ma soprattutto sono fedeli e devoti al loro maestro Eusebio, al quale lui ricambiava la loro fedeltà, tranne il loro modo di fare e la loro comicità. Si sono visti la prima volta quando incontrarono Ivo e Paul, quando verificarono se avevano il segno dei De La Fuente, che nessuno dei due aveva, quindi li legarono e riferirono l'accaduto a Eusebio. Su ordine di quest'ultimo, riportarono i due ragazzi nella loro dimensione, ma presero solo Paul, perché Abril e Luz presero Ivo e scapparono. Il giorno dopo riuscirono a prendere Ivo, ma vennero a sapere che c'era anche Valentina. Così spedirono Ivo nella dimensione reale, ma tennero Valentina come esca per Diego per farlo passare nell'altra dimensione. Ma Diego, su ordine di Felipe, non poteva passare, perché gli disse che sarebbe caduto in una trappola, così mandarono Alessio, insieme a Luna. Quando i Guardiani li videro nella direzione, spedirono i Nipoti di Felipe nel XXI secolo e tennero prigionieri Alessio, Luna, Valentina e Benji. Per un breve periodo vennero trasformati in pietra dai quattro, dal quale risorsero e si ripresero, tramite magia nera, grazie all'aiuto di Eusebio, quando ritornò nell'altra dimensione. Dopo la loro risurrezione, avevano il compito di cercare il tesoro in tutta quella dimensione con un metal detector, ma non lo trovarono, così cercarono di riferirlo al loro maestro, ma trovarono Alessio, Luna e Miranda e li portarono al cospetto di Eusebio, il quale li spedisce nella dimensione reale. Vennero chiamati un'altra volta, quando Eusebio venne sconfitto da Felipe in un combattimento. Lui ordinò loro di fermarlo, ma Felipe bloccò la porta della direzione e aiutò i suoi nipoti a scappare. Lo riferirono a Eusebio, ma era molto arrabbiato a tal punto che dice alla guardiana di scappare, altrimenti l'avrebbe ridotta in poltiglia. L'altro guardiano gli disse che non avevano trovato nessuna traccia di metallo in tutta la loro dimensione. Questo significava che il tesoro non era lì, ma Eusebio gli diede la colpa di non averlo cercato bene, e gli ordinò di uscire. Diversi giorni dopo, ritornò nell'altra dimensione, dove incontrò i guardiani, che gli fecero un massaggio per guarire dal dolore alla schiena. Eusebio stava pensando a tutti i cambiamenti della personalità che lo hanno coinvolto nel corso dei mesi, quindi uno dei guardiani gli chiese se provava qualcosa per Rita, a cui Eusebio, violentemente, gli disse di non dirlo più. Poi, la guardiana, mentre Eusebio stava spiando Felipe dalla sala di comando, gli portò la colazione, Eusebio le confidò il piano che aveva in mente, ma, per attuarlo, doveva ritornare alla dimensione terrestre. Compaiono ancora una volta quando Eusebio tornò nell'altra dimensione con i nipoti di Felipe, per ricattarlo e dargli il tesoro. Eusebio aveva in mente di rapire anche Luna, ma non sapeva dov'era finita, anche se non sapeva che era stata rapita da Renata. L'importante è che non sarebbe stata liberata, così Felipe avrebbe pensato che fosse con loro. Quest'ultimo confessò dov'è il tesoro e assicurò che gli avrebbe spedito Diego e Gerónimo, che si scopre essere il settimo segno che cercavano. Il piano funzionò, ma Alessio venne in direzione, dicendo che era una trappola, con Luna al suo fianco, la quale era riuscita a scappare dalle grinfie di Renata. Quindi il piano di Eusebio era andato in frantumi e quest'ultimo ordinò ai guardiani di imprigionare i nipoti di Felipe in direzione, ma li riportarono nello studio di Eusebio su ordine di quest'ultimo, perché i ragazzi avevano delle novità che potevano scagionarli: gli dissero che il tesoro era stato veramente portato nell'altra dimensione. Quindi Eusebio intuisce che, se ha veramente portato il tesoro nella dimensione reale, doveva attraversare un campo magnetico forte che poteva portare a gravi conseguenze, cosa che nessuno ha osato fare, e solo i pochi che lo attraversarono, sopravvissero pagandone tutte le conseguenze. Infatti, mentre Eusebio pensava a un nuovo piano, uno dei guardiani gli disse che era suonato un allarme di un radar che controllava il campo magnetico. Questo significava che c'era un'intromissione: Felipe era riuscito a portare il tesoro nella dimensione reale, perdendo la vista e confermando, però, che i suoi nipoti avevano ragione. Quando vede il tesoro dall'altra parte, si imbestialisce, perché questo significa che tornando un'altra volta nella dimensione reale, sarebbe invecchiato di circa 100 anni, e quindi non avrebbe avuto la forza di combattere, così chiede ai guardiani di farli ritornare alla Mastery School, ma fanno qualche errore di calcolo, che li spedisce inavvertitamente in qualche punto dello spazio e del tempo. Infatti Eusebio, preoccupatissimo, li chiama per sapere se erano arrivati e glielo devono giurare e confermare, dato che è sinceramente preoccupato che non siano arrivati. Vengono menzionati un'ultima volta quando Eusebio dice che nemmeno i guardiani sanno dove sono finiti i nipoti di Felipe, da quando sono scomparsi.

## Gianni Moreno
Gianni Moreno è interpretato da Daniel Di Biase.
Ha 42 anni. Padre biologico di Miranda e Luna. Con la moglie Silvia è costretto ad affidare le figlie a un orfanotrofio e scappare in Brasile: Gianni e sua moglie, infatti, sono ingiustamente accusati di un reato e ricercati dalla polizia. Si fingono morti in un incidente e fuggirono dall'Argentina. Quando le figlie sono ormai grandi, assume una persona, Pedro, grazie a cui riesce a rientrare in Argentina per cercarle. Grazie al suo complice, Gianni entra in collegio, dove si fingerà un giardiniere, per stare vicino alle due ragazze e scoprire qualcosa su di loro. Miranda lo trova nella sua camera, dove lui sta cercando informazioni, ma riesce a convincere la ragazzina che si è perso mentre cercava degli attrezzi. Le continue domande poste alle figlie spingono Victoria a cacciare sia lui sia Pedro dal collegio, ma nel frattempo Luna e Miranda, sospettose, grazie all'aiuto di Toto scoprono che lui è Gianni Moreno, ovvero il loro padre biologico. Finalmente riesce dunque a riabbracciare le figlie, ma il suo complice, viste le condizioni agiate di Miranda, la rapisce con l'inganno. Quando l'uomo chiede il riscatto e Alessio, si sta dirigendo insieme a Felipe per consegnare il tesoro, Gianni chiama anonimamente la polizia, facendo arrestare in questo modo Pedro. Risolta la situazione, decide di tornare in Brasile, ma data la tristezza di Miranda e Luna, Felipe, insieme a Victoria, propone a Gianni di restare alla Mastery School per lavorare a suo fianco nella fondazione. Tuttavia, nel momento in cui accetta, viene arrestato dalla polizia. Tornerà poi in Brasile, dove verrà finalmente considerato innocente.

## Silvia Sánchez Moreno
Silvia è la madre biologica di Miranda e Luna e moglie di Gianni Moreno, si finse morta assieme a suo marito, poiché ricercati dalla polizia per un crimine ingiusto. Abbandona le figlie lasciandole alle suore, ma dopo un po' di anni muore veramente, lasciando Gianni da solo.

## Pedro Alonso
Pedro è interpretato da Julio Viera. 
Detective, aiuta Gianni a entrare in collegio. Rapirà Miranda e chiederà come riscatto 1 milione di dollari, ma poi verrà arrestato da Gianni, così Miranda tornerà a casa sua sana e salva.

## Max Castro
Max è interpretato da Tomás de las Heras. 
Ha 26 anni. È l'Ex fidanzato di Luna, la quale lo ha lasciato per amore di Alessio. Tornato dalla Spagna, crederà di essere ancora il ragazzo di Luna, credenza che gli causerà molti scontri con Alessio per amor di Luna.

## Beto e Gioacchino
Beto è un complice che Renata ha ingaggiato per essere la sua guardia del corpo e per aiutare a rapire Luna e portarla nel loro covo segreto. È un uomo piuttosto crudele, nei confronti di quelli che considera i suoi nemici, ma è completamente fedele e devoto a Renata. Mentre Luna provò a scappare furtivamente, Beto se ne accorse e la bloccò. Quando Renata voleva decidere di sbarazzarsi di Luna, Beto le disse che lei si trova di fronte ad uno specialista (Beto stesso) che si occupa di queste cose. Renata, allora, gli disse di portarla all'estero, così non si dovrebbe vedere mai più in giro, ma, prima di riuscire ad attuare questo piano, Luna riuscì a scappare. Beto e Renata provano a inseguirla per tutta la baracca, ma Luna riuscì a seminarli, facendo perdere le sue tracce e ritornando in collegio. Allora Renata, per paura di essere scoperta, decise di scappare di nuovo, dando a Beto quello che gli spetta e gli chiese di sparire. Fu proprio quella, l'ultima volta che lo vide.
Gioacchino, futuro complice di Renata, lo aiuterà a separare Luna da Alessio per farsi sposare occupandosi della manutenzione, ma verranno entrambi arrestati, così Luna e Alessio potranno tranquillamente sposarsi.

## Agápito Miraflores
Agápito è il fantasma del primo direttore della Mastery School e antenato di Diego Miraflores. Migliore amico di Felipe Segundo De La Fuente. Nel secolo precedente aveva aiutato Felipe, per ordine del suo Maestro, a passare nell'altra dimensione, dopo che quest'ultimo scoprì che se Felipe avesse sposato Eugenia, l'avrebbe messa ancor più in pericolo, per colpa di Eusebio. Appare nell'episodio 30, ai giorni nostri, dove i bambini, nel suo baule magico, prendono dei lenzuoli per fare i fantasmi, per spaventare Tobía e Augusto. Quando se ne stanno per andare via dallo scantinato, a loro insaputa, Agápito risorge dall'oltretomba e inizia, con il suo lenzuolo personale, a spaventare i bambini. Prima spaventa Augusto e Tobía, che credevano che Gerónimo e Benji gli stessero tendendo un tranello, ma poi si rendono conto che Agápito è un vero fantasma, poiché si sono accorti che è freddo come il ghiaccio e appiccicoso, come una gomma da masticare. Poi, una sera, entra nella camera delle bambine e inizia a parlare con Clara con voce profonda; lei crede che sia Gerónimo o Benji, che vogliano giocare, ma, quando si sveglia, si rende conto di parlare con un vero fantasma e si spaventa di brutto, svegliando le altre bambine, che anche loro si spaventano. Il giorno dopo, con l'aiuto di Olivia, i bambini tentano di combatterlo e di cacciarlo via, ma si rendono conto che Agápito è più furbo di loro e anche lui li spaventa ancora di più, terrorizzandoli. Allora pensano che, per riuscire a sconfiggere il fantasma, si devono sbarazzare del baule magico. Quindi prendono il baule e lo lasciano vicino ai bidoni della spazzatura, venendo intravisti da Valentina, che però non crede ai fantasmi, come, del resto, anche la maggior parte dei ragazzi più grandi. Augusto sostiene, però, che il fantasma possa essere tornato a casa, cioè in cantina, quindi i bambini vanno a vedere se lui è tornato nel baule in cantina, ma di lui non c'è nessuna traccia. Per cui, i bambini pensano di essere riusciti a sbarazzarsi del fantasma. A loro insaputa, però, il fantasma dice: "Questo è quello che pensate voi!". Questo dimostra che è veramente tornato a casa. Infatti, il baule compare nella camera dei bambini e appare una luce abbagliante. I bambini pensano che ci può essere lo zampino di Agápito, che li perseguita per averlo lasciato per strada. Allora raccontano tutto l'accaduto ad Aldo, il quale non crede ai fantasmi e i bambini insistono per mostrarglielo, insieme al baule, che però, quando arrivano, è sparito. Quindi Aldo crede che i bambini abbiano sognato e che abbiano molta immaginazione, quindi consiglia ai bambini di vedere meno televisione e di studiare. I bambini, però, sono perfettamente sicuri di quello che avevano visto. Infatti, il fantasma comincia a ridere follemente, tanto da mettere paura ai bambini. Allora lo chiamano tutti, ma pensano che si sia ammutolito, però compare su un letto e dice che se lo vogliono acchiappare devono prima trovarlo; poi scompare. Gerónimo, quindi, intuisce che Agápito voglia giocare con loro a nascondino. Allora i bambini si dividono e si mettono a cercarlo per tutto il collegio, ma non lo trovano da nessuna parte. Visto che non riescono ad acchiapparlo facilmente, Gerónimo ha un'idea per liberarsi del fantasma, una volta per tutte. Con un trucco che Gerónimo ha visto in un film, cioè con un secchio d'acqua e un cerchio attorno al secchio, i bambini pronunciano un incantesimo che possa scacciare il fantasma dal collegio: questo secondo Gerónimo è un metodo parascientifico per liberarsi di quello spirito. Però alcuni bambini si tirano inizialmente indietro perché fa un po' pena liberarsi di un fantasma che vuole giocare, ma tutti dicono che sia dimostrato malvagio, anche perché voleva la loro amicizia e loro gliel'hanno negata. Benji, però, non era sicuro che sul fondo ci siano i resti del fantasma, ma Gerónimo dice che il trucco ha funzionato, ma insiste per controllare che non ci sia traccia del fantasma in cantina. Quindi vanno nello scantinato a vedere se sul baule siano presenti segni di magia. Vedendo il baule decidono di aprirlo. Come sosteneva Gerónimo, che si congratulava per aver sconfitto il fantasma, non trovano nulla, ma, mentre salgono per raccontarlo agli altri, Agápito li rinchiude dentro, per tutto quello che gli hanno fatto passare. I bambini pregano il fantasma di lasciarli andare, ma questi non vuole accettare di liberarli. Loro dicono che i loro amici si preoccuperanno, ma al fantasma non importa niente di quello che dicono e ordina loro di alzare le mani. Gerónimo gli chiede se era un fantasma di qualunque cosa, ma Agápito dice che non glielo direbbe mai e aggiunge di non farlo arrabbiare, e che se non vogliono che si arrabbi, devono fare quello che dice lui. Gerónimo e Benji gli chiedono perché vuole che stiano chiusi lì dentro, ma il fantasma dice che lo sapranno molto presto. Gli promettono anche che, se li lasciasse andare, avrebbero portato qualsiasi cosa lui avrebbe chiesto, ma lui rifiuta, dicendo che non gli interessa, che si sono comportati molto male con lui e che avrebbero pagato tutte le conseguenze. Loro provano a negarlo, dicendo che non ce l'hanno con lui, che vogliono giocare con lui ed essere suoi amici e gli chiedono se si ricorda cosa avevano fatto per lui. Ma Agápito dimostra che la verità che non era quella che dicevano loro, ed elenca tutte le malefatte che i bambini hanno fatto contro di lui e dice loro di prepararsi al peggio, perché l'avrebbero pagata molto cara. Nel frattempo i bambini chiedono aiuto a qualcuno e Olivia, che li ha visti nella sua mente, insieme a Clara e Candy, va subito a liberarli. Dopo essere stati liberati, confessano tutto l'accaduto, che poi sarà riferito a Tobía e ad Augusto. Così Gerónimo consiglia a tutti di stare uniti, nel tentativo di sconfiggere il fantasma e dice a loro che il fantasma è ancora fra di loro ed è sempre più arrabbiato e peggio sarà quando scoprirà che sono scappati. Nel frattempo, Tobía e Augusto vogliono tirarsi fuori da questa storia, vogliono che il fantasma sappia che i suoi nemici sono Gerónimo e Benji e che loro non c'entrano niente. Quindi, a loro viene l'idea di spedire un messaggio nel suo baule. Così Augusto, con l'aiuto di Olivia, lascia il messaggio nel baule e poi se ne vanno via. Gli altri bambini, grazie al loro sollievo, pensano che il fantasma non è riapparso, perché sono convinti che con lui non si scherza, che ci sia un po' di tregua e che li stia lasciando in pace. Però i bambini non sono affatto convinti di dormire con la luce spenta, ma Clara afferma che dormirà come un ghiro. Ma compare Tobía, che afferma che non è andato via per Gerónimo e Benji, che lo ha convinto Augusto a farlo sparire, con quella faccia brutta che ha e che è un genio ancor di più di Gerónimo, nel capire come si fa a sconfiggere un fantasma: Gli ha detto che ha un'ora per sloggiare dal collegio, ma, prima di andarsene, scrive che un giorno tornerà a vendicarsi. Questo significa che il metodo di Augusto ha funzionato alla perfezione. Gerónimo dice che il fantasma sarebbe tornato tenendo fede al messaggio, ma Augusto è orgoglioso di quello che aveva fatto e ne è talmente convinto che dice che, se fosse tornato, lo avrebbero ricacciato via. Si possono riposare, ma non devono mai abbassare la guardia e devono stare uniti, perché i ragazzi grandi non ci credono proprio, quindi non li possono aiutare. Per conquistare Gerónimo, Olivia gli spedisce dei biglietti, fingendosi un'ammiratrice segreta: Gerónimo crede che si tratti di Clara, all'inizio, ma Olivia, fingendosi il fantasma, grazie ai suoi poteri, dice che è la fidanzata o la sorella di Agápito. Benji pensa che, se questo fosse vero, il fantasma dovrebbe sapere che, in qualche modo, la sua fidanzata stia comunicando con lui, perché se fosse geloso, sarebbero in guai serissimi. Gerónimo non sa come ha fatto un fantasma-donna a innamorarsi di lui. Lui dice che forse, se sua madre lo ha fatto così bello, c'è una ragione. Benji, allora, gli consiglia che, se vuole liberarsi da questo maleficio d'amore, deve accettare l'aiuto di Olivia. Qualche tempo dopo, Olivia usa i suoi poteri per far fare brutta figura a Gerónimo e Benji durante i provini dello spettacolo musicale dei grandi e loro pensano che dietro ci sia il fantasma, tornato per ridicolizzare Olivia. Ricompare alcuni mesi dopo, mentre Tobía e Augusto stanno cercando il tesoro, e trovano un suo ritratto, così scoprono che lui vive nello scantinato; ma, in quel momento una luce di una lanterna si accende da sola, terrorizzando i bambini, i quali sospettavano che fosse lui il guardiano del tesoro. Così decidono di escogitare un piano per prendere il tesoro senza che lui se ne accorga, ma prima di farlo, devono parlare con Diego, se vogliono risolvere il mistero una volta per tutte. Il giorno dopo, vanno da Diego a dirgli tutto, ma non Diego non riesce a capire niente, perché parlano tutti insieme. Quando la situazione si è placata, Gerónimo racconta che dove sta il tesoro vive anche il fantasma, al quale Diego, come tutti, non crede che questo fantasma esista, ma i bambini gli dicono che lo conoscono da tempo, che è reale e che lo hanno visto in un quadro. Diego chiede come si chiami, ma i bambini non lo sanno; allora dice che questa situazione è più complicata di quello che sembrava e promette che cominceranno a indagare, il giorno dopo. Approfittando del fatto che Victoria gli chiede il permesso di organizzare una festa di bentornato per Toto, Diego gli chiede se ci sia un libro o un documento che gli possa raccontare la storia del collegio, così Victoria gli dice che Rita si occupa della biblioteca e di chiedere a lei. Diego le dice che lo avrebbe fatto senz'altro. Così una sera, Rita gli dà il libro dove leggerà tutta la storia della Mastery School. Diego le chiede come sia arrivata a questo libro e Rita le risponde che lo ha già letto tutto per conoscere la storia di qualche suo antenato che lavorava lì, così gli racconta un pizzico di storia della sua vita passata, prima di essere una bella donna. Rita, poi, dice a Diego che, al di là della storia del collegio, se è arrivata alla Mastery School non è stato per Victoria, ma perché glielo aveva consigliato un prozio di suo nonno, un parente alla lontana. Quando Rita ha finito di parlare, Diego le chiede se ha sentito parlare del cosiddetto fantasma. Rita gli risponde che ne ha sentito parlare dai bambini, anche se pensa che lo abbiano detto per spaventarla; ma Diego dice che se i bambini hanno visto veramente questo fantasma, allora deve essere nascosto da qualche parte del collegio; ma Rita gli domanda come possa essere possibile che si aggiri un essere dell'oltretomba, come lo chiama lei. Allora Diego le dice che nella Mastery School può accadere di tutto.

## José Idalgo Palma
José, dice di essere il padre adottivo di Toto. Lo aveva adottato, ma lo maltrattava, e così Toto all'età di sette anni era fuggito assieme al suo amico Weso, che lo aveva portato alla Mastery School. Un giorno però, Victoria aveva chiamato un'impresa per la disinfestazione, ed è arrivato lui. Toto lo vede e cerca di nascondersi per non farsi trovare, ma alla fine lo trova e lo minaccia, dicendogli che sarebbe dovuto tornare a casa con lui, ma Guglielmo chiede l'affidamento di Toto e assieme a Victoria escogita un piano per farlo portare via dalla polizia. Alla fine José viene arrestato dalla polizia per aver lucrato sulla vita di Toto.

## Weso
Ramón Donato, soprannominato da Toto Weso, perché gli ricordano i cavalli. Ha 18 anni. Amico di Toto da quando era piccolissimo l’ha aiutato a scappare quando aveva 7 anni, perché il padre adottivo lo maltrattava e lo sfruttava in lavori pesanti. Vedendolo così disperato prende la decisione di scappare con lui, anche se in realtà Toto aveva molta paura di quello che gli potrebbe aver fatto il padre. Appare in pochi episodi. Ha un solo ruolo importante dove avvia una causa per l'affidamento di Toto e arrestare José.

## L'Avvocato Rucci
Rucci è l'avvocato di Victoria, la quale l'aveva aiutata sia nell'incidente con Guglielmo, che nel momento in cui José Idalgo Palma voleva portarsi via a tutti i costi Toto (Fu proprio l'avvocato Rucci ad arrestare José per aver rovinato la vita di Toto).

## L'Ispettore Rossetti
Rossetti è l'ispettore che ha chiamato Rita per far chiudere la Mastery School per via di un ballo, organizzato da Alessio, in qualità di nuovo direttore che sostituisce temporaneamente Victoria, ma in realtà l'ha fatto anche per vendicarsi di non essere stata nominata direttrice subito, cosa che riuscirà a ottenere tramite quest'ultimo, a cui non piacciono le misure che Alessio aveva attuato, cosa che poi si scoprirà essere giusta, perché voleva aiutare il collegio e, allo stesso tempo, i ragazzi, ad avere un futuro migliore e farli uscire dalla rigidità che ha caratterizzato il collegio fin dall'inizio. Ritornerà poi al collegio perché Alessio lo aveva chiamato perché aveva bisogno di informazioni per il futuro del collegio, cioè modificare alcuni articoli rigidi del regolamento e aggiungerne di nuovi e di lasciarne altri. L'ispettore Rossetti accetta di dare una settimana di tempo per pensare a quali articoli pensa di mettere, per poi chiedergli di mostrarli al Ministero di Buenos Aires.